# 티칼
티칼(Tikal)은 과테말라 페텐 주의 열대우림 지대에 있는 마야 문명의 유적이다. 마야어로는 약스 무탈이라고 불렸을 것이라 추정한다. 마야 문명의 도시들 중 가장 거대한 규모의 도시이며, 과테말라 북부 페텐 분지에 위치하고 있다. 과테말라 티칼 국립공원 내부에 소재하며 1979년에 유네스코 세계유산으로 등재되었다.
티칼은 고전기 마야에서 가장 강력한 도시들 중 하나였으며, 활발한 정복 사업을 통하여 주변 도시들을 지배하던 거대한 왕국이었다. 도시의 건립 연대는 기원전 4세기까지 거슬러 올라가며, 마야 고전기인 200년에서 900년까지 전성기를 누렸다. 전성기에는 마야 문명 전체를 정치적, 사회적, 문화적으로 통합한 강국이었으며 메소아메리카 지방 전체를 통치하거나 영향력을 미쳤다. 이 시기 티칼의 인구는 무려 9만 명을 넘기도 하였다. 다만 멕시코 계곡에 있는 테오티우아칸의 국력에는 미치지 못하여 기원후 4세기 경 테오티우아칸과 전쟁을 벌여 패한 적이 있다. 고전기 후기 경에 지어진 새로운 신전들이 발굴되지 않고, 왕궁들이 이 시기에 불탄 흔적들이 있는 것으로 보아 고전기 후기부터 점차 도시가 버려진 것으로 추정된다. 10세기 말에는 점진적인 인구 감소와 함께 연이은 전염병, 흉작으로 인하여 거의 완전히 버려진 도시로 전락하고 말았다.
티칼은 한때 마야 지방 전체를 통치했던 거대한 왕국이었던 만큼, 이 곳에서는 그 어떠한 마야 유적지보다도 많은 유적들이 존재한다. 고고학자들은 이 곳에서 왕의 무덤, 거대한 신전 피라미드, 농경지의 흔적들을 다수 발굴한 바 있다.

## 왕조
티칼의 왕조는 기원후 1세기 경에 세워졌고, 800여 년을 지속했으며 33명의 왕들과 여왕이 있었다.
| 이름 (혹은 별칭)       | 이름 (혹은 별칭)       | 이름 (혹은 별칭)       | 통치기      | 왕위 순서 | 별명                                                      |
| ---------------------- | ---------------------- | ---------------------- | ----------- | --------- | --------------------------------------------------------- |
| 약스 엡 쑤크           | 약스 엡 쑤크           | 약스 엡 쑤크           | c. 90       | 1         | 약스 모크 쏘크, 약스 차크텔 쏘크, 첫 잎사귀로 꾸며진 상어 |
| 잎사귀로 꾸며진 재규어 | 잎사귀로 꾸며진 재규어 | 잎사귀로 꾸며진 재규어 | c. 292      | ?         | –                                                         |
| 동물 왕관              | 동물 왕관              | 동물 왕관              | ?           | 10?       | 키니크 엡                                                 |
| 시야즈 찬 카이이 1세   | 시야즈 찬 카이이 1세   | 시야즈 찬 카이이 1세   | c. 307      | 11        | –                                                         |
| 우넨 발람              | 우넨 발람              | 우넨 발람              | c. 317      | 12?       | –                                                         |
| 키니크 무아완 졸 1세   | 키니크 무아완 졸 1세   | 키니크 무아완 졸 1세   | ? –359      | 13        | 마키나 새 해골, 깃털 해골                                 |
| 착 톡 이카악 1세       | 착 톡 이카악 1세       | 착 톡 이카악 1세       | 360–378     | 14        | 재규어의 발, 위대한 발, 위대한 재규어의 앞발              |
| 약스 누운 아이인 1세   | 약스 누운 아이인 1세   | 약스 누운 아이인 1세   | 379 –404?   | 15        | 말린 코, 말린 들코                                        |
| 시야즈 찬 카이이 2세   | 시야즈 찬 카이이 2세   | 시야즈 찬 카이이 2세   | 411–456     | 16        | 폭풍치는 하늘, 입술이 갈라진 하늘                         |
| 칸 치탐                | 칸 치탐                | 칸 치탐                | 458–c. 486  | 17        | 칸 보어, 칸 아크                                          |
| 착 톡 이카악 2세       | 착 톡 이카악 2세       | 착 톡 이카악 2세       | c. 486–508  | 18        | 재규어의 발 2세, 재규어의 발 해골                         |
| 티칼의 귀부인          | 카룸테 발람            | 카룸테 발람            | c. 511–527+ | 19        | 말린 머리                                                 |
| 티칼의 귀부인          | 새발톱                 | 새발톱                 | ?           | 20?       | 동물 해골 1세                                             |
| 왁 찬 카이이           | 왁 찬 카이이           | 왁 찬 카이이           | 537?–562    | 21        | 쌍 새                                                     |
| 동물 해골              | 동물 해골              | 동물 해골              | c. 593–628  | 22        | –                                                         |
| 키니크 무아완 졸 2세   | 키니크 무아완 졸 2세   | 키니크 무아완 졸 2세   | c. 628–650  | 23 or 24  | –                                                         |
| 누운 우졸 차악         | 누운 우졸 차악         | 누운 우졸 차악         | c. 650–679  | 25        | 방패 해골, 눈 박 착                                       |
| 자소우 찬 카이이 1세   | 자소우 찬 카이이 1세   | 자소우 찬 카이이 1세   | 682–734     | 26        | 군주 A, 아 카카오                                         |
| 이킨 찬 카이이         | 이킨 찬 카이이         | 이킨 찬 카이이         | 734–c. 766  | 27        | 군주 B, 야킨 칵 착, 태양 하늘 비                          |
| 28번 군주(불명)        | 28번 군주(불명)        | 28번 군주(불명)        | c. 766–768  | 28        | –                                                         |
| 약스 누운 아이인 2세   | 약스 누운 아이인 2세   | 약스 누운 아이인 2세   | 768–c. 794  | 29        | –                                                         |
| 누운 우졸 키니크       | 누운 우졸 키니크       | 누운 우졸 키니크       | c. 800?     | 30?       | –                                                         |
| 검은 태양              | 검은 태양              | 검은 태양              | –810+       | 31?       | –                                                         |
| 쥬얼 카이이            | 쥬얼 카이이            | 쥬얼 카이이            | –849+       | ?         | –                                                         |
| 자소우 찬 카이이 2세   | 자소우 찬 카이이 2세   | 자소우 찬 카이이 2세   | –869+       | ?         | –                                                         |

## 역사

### 선고전기
티칼 인근에서 발견되는 가장 초기의 농경지 유적은 기원전 1000년까지 거슬러 올라간다. 땅에 묻힌 봉인된 무덤들에서 기원전 700-400년 경에 만들어진 도자기들이 발굴된 바 있다. 티칼은 선고전기 후기부터 주요 건물들이 지어지기 시작했다고 알려져 있다. 기원전 400-300년 경에 피라미드 신전들과 궁전들이 지어졌다. 다만 이때의 티칼은 마야 문명권에서 상대적으로 작은 군소 도시였고, 북부의 엘 미라도르나 나크베와 같은 거대한 마야 도시들과는 비교가 되지 않을 정도로 약했다. 이 당시 티칼은 마야 중북부에 큰 영향을 끼쳤던 치카넬 문화권에 속해있었다. 참고로 치카넬 문화권은 유카탄 반도 전체와 북동부 과테말라, 벨리즈를 모두 아우르는 거대한 문화권이었다.
차카넬 문화권 시기 지어진 피라미드 신전 2개는 건물 위에 건물을 또 덧씌우는 형식으로 지어졌으며, 돌로 아치형 입구를 만들었다. 현재 남아있는 피라미드 외벽의 정교한 벽화에는 검은색, 노란색, 붉은색 등으로 다채롭게 칠해진 문서를 들고 있는 사람 2명의 모습이 그려져 있다.
1세기 후반들어서 귀족들의 무덤이 차차 생겨나기 시작했고 티칼은 엘 미라도르, 나크베와 같은 거대 도시들이 쇠락함에 따라 그 자리를 채우며 북부 마야 지방에서 두각을 나타내는 거대한 왕국으로 변모하기 시작한다. 선고전기 후기에 이르자 이자판 양식과 태평양 연안 지방들의 도시 문화가 티칼에 영향을 미치기 시작했다. 이는 티칼 피라미드들의 벽화와 아크로폴리스 지대에 있는 조각상들로 알아볼 수 있다.

### 고전기 초기
마야 문명의 왕실들은 모두 티칼과 밀접한 관력이 있다. 상형문자 기록에 의하면 티칼의 왕조는 '약스 엡 쑤크'라는 전설적인 인물로 인하여 창건되었으며, 약 기원전 1세기부터 시작된 것으로 추정된다. 고전기 초기, 마야 문명의 중심은 2개의 가장 강력한 도시였던 티칼과 칼라크물에 집중되어 있었으며, 나머지 모든 도시들은 티칼과 칼라크물을 중심으로 돌아갔다. 선고전기에 번영했던 엘 미라도르와 같은 도시들이 멸망함에 따라 티칼은 상대적으로 더더욱 강성해졌고, 이후 티칼의 영향을 받아 주변 마야 도시들도 왕조들이 들어섰고 나름대로의 문화를 가지며 번영하기 시작하였다.
티칼의 피라미드들에 새겨져 있는 상형문자들을 해독한 결과, 티칼은 칼라크물, 우아삭툰, 카라콜, 나란조와 같은 인근 도시들과 연합을 맺기도 하고 경쟁을 벌이기도 하며 성장하였다. 고전기 초에 카라콜에게 패한 티칼은 한동안 마야 문명의 중심 도시라는 명예를 뺏겼고, 대신 카라콜은 남부 지대의 중심 도시로 급부상했다. 또한 우아삭툰과도 상당한 적대관계를 유지하였는데, 이는 우아삭툰의 비문들에 티칼에서 잡아온 포로들에 관한 언급이 있기 때문이다. 기원후 317년, 남자들만 왕위를 물려받을 수 있는 관습이 깨지고 '우넨 발란' 여왕이 등극하였다.

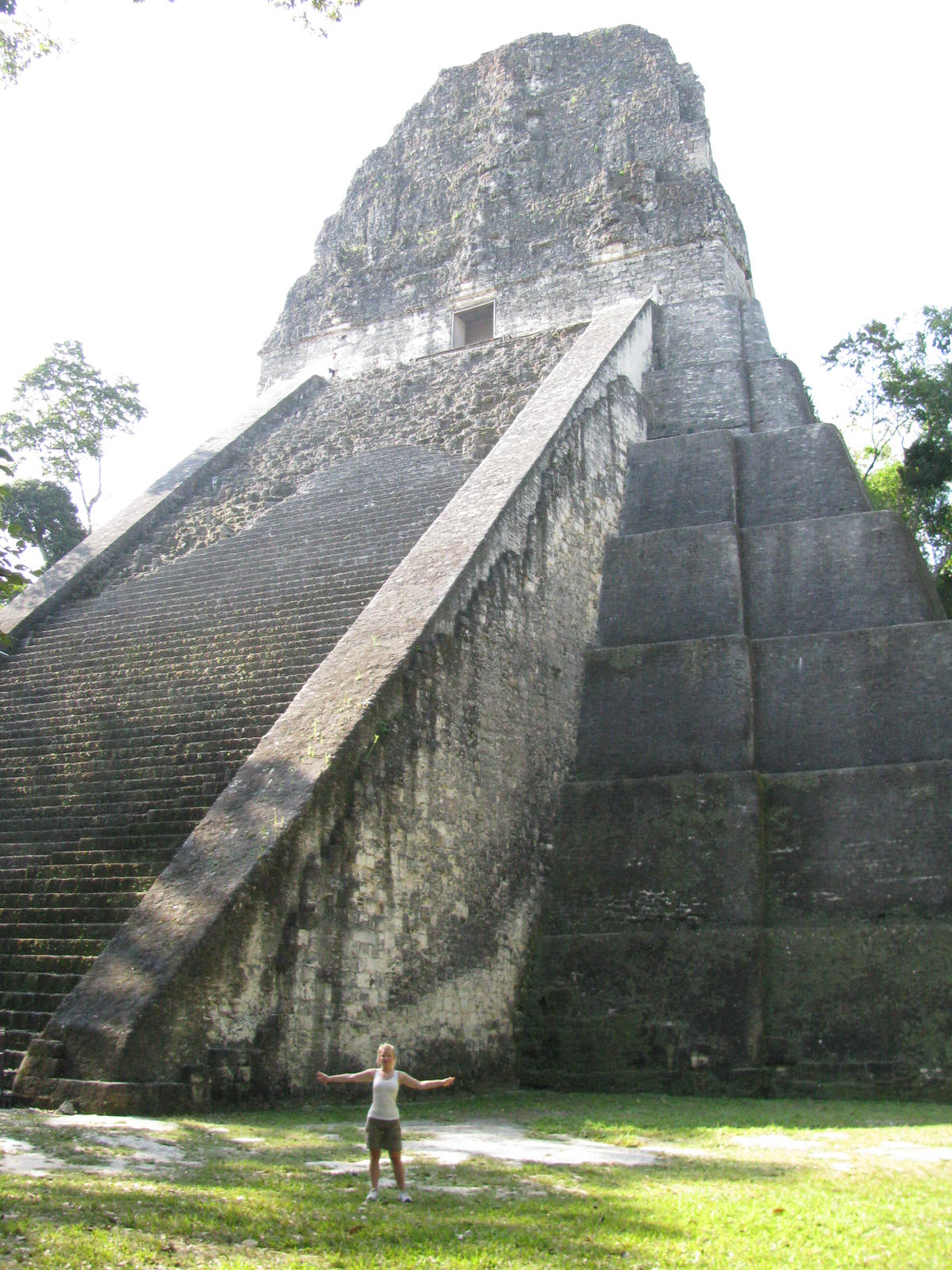
티칼

#### 티칼과 테오티우아칸
기원후 200년, 테오티우아칸은 티칼에 대사를 두고 간접통치하였다. 티칼의 14대 왕은 '착 톡 이카악'이었는데, 그는 자신이 거주할 거대한 궁전들과 사원들을 지어 부를 과시하였고, 이 것이 나중에 중앙 아크로폴리스의 기반이 되어 후대의 왕들의 궁전으로 발전했다. 착 톡 이카악이 378년 1월 14일에 살해당했다는 것을 빼고는, 그에 대해 많은 것이 알려져 있지는 않다. 같은 날 '시야 칵'(한국어로는 '불의 탄생'을 의미한다)이라는 이름을 가진 인물이 군대를 이끌고 서쪽에서 티칼로 들어왔고, 자신을 '서부의 군주'라고 자칭했다는 기록이 비문에 남아있다. 시야 칵은 아마도 전통적인 마야의 귀족이 아니라 멕시코 계곡의 테오티우아칸의 장군이었을 가능성이 높은데, 이는 시야 칵을 상징하는 상형문자가 올빼미를 지고 있는 창을 든 남자이기 때문이다. 이러한 형태의 상형문자는 이전 시기의 마야 비석에서는 전혀 찾아볼 수 없고, 테오티우아칸에서는 흔히 찾아볼 수 있는 상형문자이다. 올빼미와 창을 든 남자는 테오티우아칸에서 군주를 상징했던 것으로 사료된다. 이를 토대로 고고학자들이 추정한 결과, 테오티우아칸의 군대가 티칼을 침략했고 왕을 죽인 후 자신들의 혈통의 지배자를 새롭게 옹립했다고 볼 수 있다. 시야 칵 장군은 티칼을 강력히 장악했을 것이라고 여겨지는데, 이는 테오티우아칸의 군대가 티칼을 점령한 이후에도 몇몇이 남아 군대를 주둔시키고 시야 칵의 왕위를 지지했기 때문이었을 것이다. 시야 칵은 티칼뿐만 아니라 우아삭툰과 같은 주변 도시들까지 영향력을 미쳤고, 우아삭툰으로 자리를 옮겨 그 곳에서 왕위에 올랐다. 한편 티칼의 왕위는 시야 칵의 아들이었던 '약스 누운 아이인 1세'가 차지했으며, 379년 9월 13일에 즉위식을 거쳐 왕위에 올랐다. 그는 47년동안 티칼을 다스렸으며, 시야 칵이 우아삭툰의 군주로 살아있는 동안 그의 충실한 조언자로서 활동했다. 약스 누운 아이인 1세는 이전 토착 왕조의 왕이었던 착 톡 이카악의 아내를 취하여 아들을 낳았으며, 이를 통하여 자신의 왕조에 정통성을 부여하고자 했다.
티칼의 북동쪽으로 약 100km 떨어진 '리오 아줄'이라 불리는 소규모 도시가 약스 누운 아이인 1세의 통치기에 티칼 군대에게 점령당한 것으로 추정된다. 이 곳은 티칼 방어의 전초기지로 변모했고, 북부의 적대적인 도시들로부터 티칼을 방어하는 최전선이 되었다. 또한 카리브해로 통하는 교역로의 통행 도시로 기능하기도 했다.
약스 누운 아이인 1세와 그 혈통은 테오티우아칸에서 들어온 외부인이었으나, 그와 그의 후손들은 빠르게 마야에 동화되었다. 티칼은 테오티우아칸과 활발한 교역을 하며 마야 지방의 핵심적인 도시로 떠올랐고, 테오티우아칸에게 정복당한 이후에는 오히려 그 힘을 키워 페텐 분지 북동부 지방을 통일하였다. 한때 티칼의 경쟁자였던 우아삭툰은 티칼 왕국에 흡수되었다. 5세기 중반에 이르자 티칼은 사방으로 최소 25km에 달하는 거대한 영토를 통치하였다.

#### 티칼과 코판
5세기에 티칼의 영향력은 남쪽으로까지 뻗어갔고, 이때 식민도시 코판을 세웠다. 코판의 창립자는 '키니크 약스 쿠크 모'라는 인물로, 티칼의 왕실과도 연관이 있는 인물이었다. 도시 코판의 위치 자체는 마야 문명권에 들지 않았으므로, 아마도 코판은 티칼의 정복 사업의 일환으로 처음 건설되었을 가능성이 높다. 키니크 약스 쿠크 모는 426년 12월에 코판에 처음 도착했으며, 그의 무덤에서 발견된 그의 유해를 분석한 결과 그가 유년기를 티칼에서 보냈음을 알 수 있었다. 그의 무덤은 테오티우아칸의 양식으로 지어져 있었으며, 키니크 약스 쿠크 모는 테오티우아칸 전통 갑옷을 입고 있는 모습으로 그려졌다. 상형문자에는 키니크 약스 쿠크 모를 '서부의 군주'로 칭했으며, 이는 테오티우아칸에서 건너온 티칼의 정복자 시야 칵의 호칭과 동일했다. 426년 후반, 코판은 티칼의 도움을 받아 인근에 도시 퀴리구아를 새롭게 세웠다. 티칼은 코판과 퀴리구아를 새롭게 개척함을 통하여 마야 동남부 지역에 영향력을 뻗치고자 했던 것이다. 이후 코판과 퀴리구아, 티칼은 약 300여년 동안 상호작용을 주고 받으며 서로를 도왔다.
마야에서 가장 강력했던 두 도시인 티칼과 칼라크물의 경쟁은 6세기에 본격적으로 시작되었다. 이시기부터 티칼과 칼라크물은 서로를 견제하기 위해 주변의 도시들과 연합을 맺기 시작했으며, 끊임없는 전쟁과 전투들을 벌이며 상대의 힘을 약화시키고자 했다. 티칼과 칼라크물의 왕들은 자신들을 다른 중소 도시의 왕들과 차별화하기 위해 '대군주'라는 의미의 '카룸테'라는 칭호를 그들의 호칭으로 사용했다.
6세기 초, 티칼에는 여왕이 등장했다. 현대 고고학계는 그를 '티칼의 귀부인'이라고도 부른다. 티칼의 귀부인은 선왕 '착 톡 이카악 2세'의 딸이었던 것으로 추정된다. 다만 여자라는 한계로 인하여 단독으로 통치한 적은 없고, 항상 남성 공동 통치자와 함께 통치할 수 밖에 없었다. 첫 공동 통치자는 '카룸테 발람'으로, 티칼의 강력한 장군이었으며 사실상 티칼의 19번째 왕으로 대우받았다. 오히려 티칼의 귀부인은 왕 계보에 포함되지 못했다. 이후 카룸테 발람이 죽은 이후 '새 발톱'이라는 이름의 새 공동 통치자가 즉위했으며, 선례와 마찬가지로 티칼의 20번째 왕으로 역사에 기록되었다.

### 고전기 후기

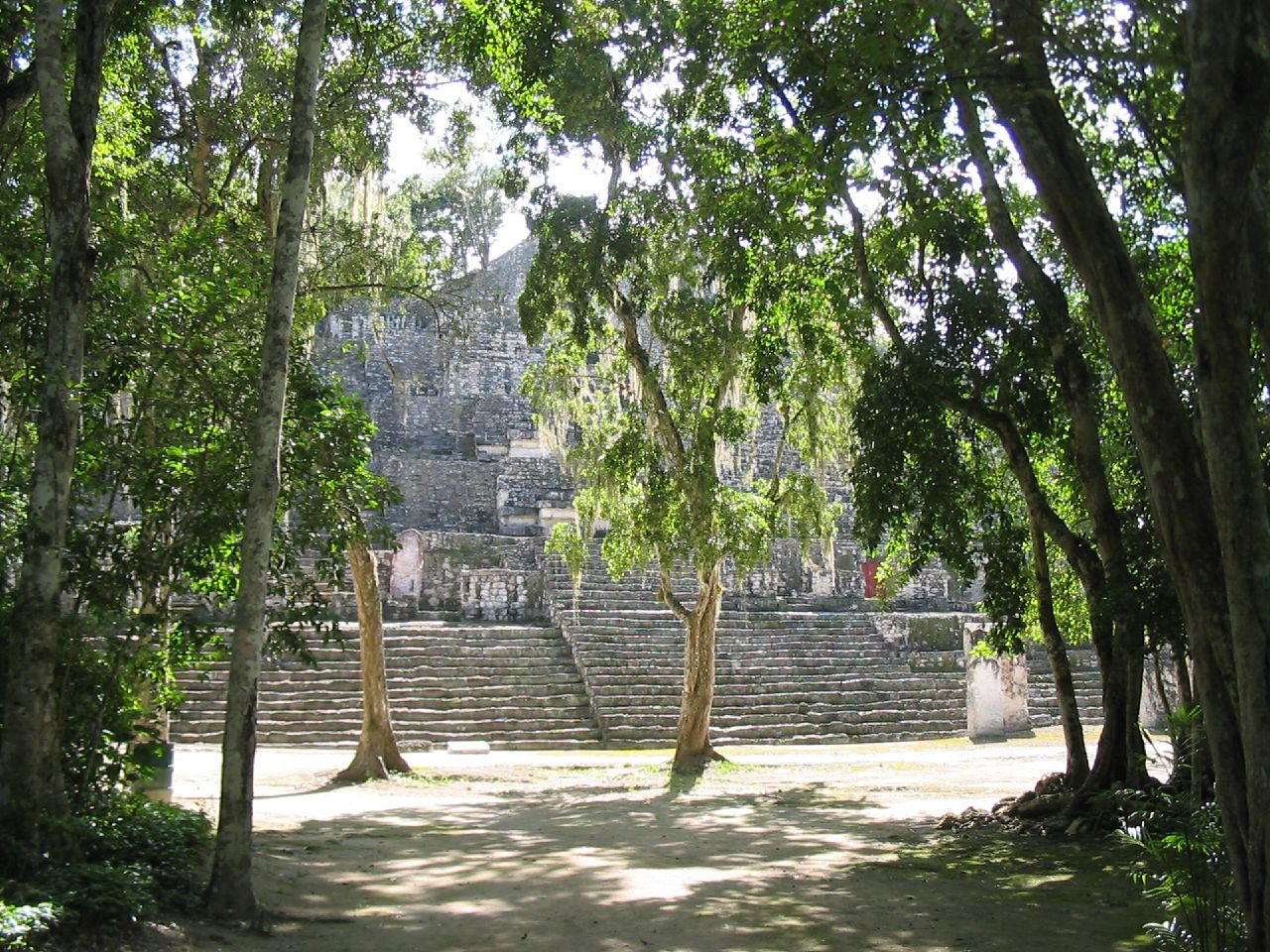
칼라크물 유적

#### 티칼 공백기
6세기 중반, 인근 도시 카라콜이 칼라크물과 연합하여 티칼을 점령하는 데에 성공했다. 고고학자들은 이때를 고전기 초기의 끝으로 본다. '티칼 공백기(Tikal Hiatus)'란 6세기와 7세기 후반 사이의 기간으로, 티칼 유적에서는 이 시기에 쓰여진 상형문자 비문이나 건축된 건물들을 찾아볼 수 없다. 6세기 후반 경, 티칼에는 자세히 알려지지 않았던 거대한 재앙이 닥쳤고, 이 시기에는 어떠한 비석도 세워지지 않았으며 신전들도 대거 무너졌다. 이 재앙은 고고학자들이 땅 속 깊이 파묻힌 비석을 해독하기 전까지 정확히 그 정체가 밝혀지지 않았는데, 연구 결과 이 때 카라콜과 칼라크물 연합군대가 562년쯤에 티칼을 정복했던 것으로 드러났다. 티칼의 왕은 사로잡혔고, 인신공양으로 제물로 바쳐졌다. 카라콜에 있는 비석들에는 티칼이 이 전쟁에서 패한 뒤 얼마나 처참한 수준으로 전락했는지에 대하여 자세히 기술되어 있다. 티칼의 패배는 도시 자체를 멸망시키지는 않았으나, 티칼의 힘과 권위는 땅에 떨어졌다. 카라콜은 이 승리를 통하여 급속도로 성장했으며, 티칼의 인구 일부를 강제적으로 데려가 자신들의 노예로 삼았다. 이 시기 동안 티칼의 군주들은 권력이 매우 약했다. 한편 칼라크물은 티칼의 쇠락에 반비례하여 화려한 전성기를 누렸다.
티칼 공백기는 고고학계가 고전기를 초기와 후기로 나누는 기준이기도 하다.

#### 티칼과 도스 필라스
629년 티칼은 식민도시인 도스 필라스를 세웠다. 도스 필라스는 티칼 남서쪽으로 약 110km 떨어진 도시로, 강을 통한 교역로를 통제하기 위한 군사 전초 기지의 용도로 세워진 것으로 추정된다. 티칼 왕의 형제였던 '발라즈 찬 카이이'가 635년에 4살의 나이로 도스 필라스의 왕위에 올랐고, 이후 티칼의 충실한 신하로 봉사했다. 이후 20년 동안 도스 필라스는 칼라크물의 침략을 끊임없이 받았고, 결국 발라즈 찬 카이이는 칼라크물에 잡혀가는 신세가 되었다. 허나 발라즈 왕은 제물로 바쳐지는 대신, 칼라크물에 충성한다는 조건으로 도스 필라스의 왕으로 재임명되었고 657년에 티칼을 공격하여 당시 티칼의 왕이었던 '누운 우졸 차악'을 도시를 버리고 피난가는 신세로 만들기도 했다. 허나 발라즈는 티칼의 왕족이었음에도 불구하고 왕위를 요구하지 않았고, 도스 필라스의 왕으로 남았다. 이후 전열을 가다듬은 티칼이 672년에 도스 필라스를 역습했고, 발라즈 찬 카이이는 생애의 마지막 5년을 도망자 신세로 보내게 된다. 한편 칼라크물은 엘 페루, 카라콜, 도스 필라스와 같은 도시들을 이용하여 티칼을 포위하기 위해 노력하였다.
682년, 자소우 찬 카이이 1세가 120년 만에 티칼에 새로운 신전을 세우고 다시 '카룸테'의 지위를 획득하였다. 이로서 티칼 공백기가 끝났다. 그는 티칼을 강력하게 발전시키는 데에 크게 기여했고, 칼라크물과의 전쟁에서 전세를 역전시키는 데 성공하여 칼라크물을 궁지에 몰아넣었다. 칼라크물은 이 이후로 기나긴 쇠퇴기에 접어들었고, 다시는 회복하지 못했다. 칼라크물은 이 시기 이후 승리를 기념하는 건축물을 단 1개도 세우지 못했다.

#### 테오티우아칸 이후 티칼
7세기 경에는 마야 문명 지역에서 그 어떠한 테오티우아칸의 영향력도 찾아볼 수 없다. 그러나 이에도 불구하고 신전들에 새겨진 벽화들고 승전 기념비석들은 모두 테오티우아칸의 양식에서 큰 영향을 받았으며, 테오티우아칸은 여전히 문명의 선진도시로 여겨졌다. 자소우 찬 카이이 1세와 그의 후계자인 이킨 찬 카이이 왕은 칼라크물과의 적대관계를 지속했으며, 티칼 공백기 동안 무너졌던 티칼의 명성을 회복하였으며 옛 영광을 되찾아갔다. 그들은 티칼 왕국의 국경을 페텐이트사 호수까지 확장했기도 하다. 현재 관광객들이 티칼 유적지에서 볼 수 있는 웅장한 건축물들 대부분은 이 시기에 만들어진 것이다.
738년에 코판의 동맹 도시이자 티칼의 식민지였던 퀴리구아가 배신하고 칼라크물의 편으로 돌아섰다. 퀴리구아는 코판을 공격하여 점령하였으며, 자치권을 획득하고 티칼을 적대했다. 이는 칼라크물의 티칼 남부 지역을 약화시키려는 끊임없는 노력으로 이뤄진 것으로, 이때문에 마야 남부 지방의 정치 균형이 무너졌으며 코판은 이후 점진적으로 쇠락의 길을 걷기 시작하였다. 8세기에는 티칼의 지도자들이 다른 도시들에서 신전 건축물들을 뜯어와 북부 아크로폴리스에 세웠다. 8세기와 9세기 초반에는 티칼의 활동이 점차 뜸해졌으며 인구도 지속적으로 감소하였다. 이때까지만 해도 여전히 장대한 신전들이 세워지기는 하였으나, 이 시기의 왕들에 대한 기록은 별로 많이 남아있지 않다.

### 고전기 말기
9세기에 본격적으로 마야 고전기가 쇠퇴기에 접어들었다. 모든 마야 도시들에서 인구가 줄어들었으며, 몇몇 도시는 버려지기도 했다. 끊임없는 내전이 일어났고 이는 사람들이 안전을 위해 도시에 밀집되어 살게 하는 결과를 낳았다. 이때문에 집약적으로 좁은 구역에서 많은 농작물들을 재배하는 형식의 농업이 행해졌으며, 이는 열대우림 토지의 낮은 생산성과 맞물리며 환경 파괴로 이어졌다. 신전 건축은 9세기 초반까지 이루어졌다. 달력의 순환을 기념하는 행사들도 더 이상 열리지 않았으며, 도시의 중앙 정부는 무너졌다. 이후 약 60여 년간의 소규모 공백기가 이어졌고, 왕들은 제대로 된 권력을 갖지 못했다. 이 시기, 티칼의 통치를 받았던 작은 도시들은 점차 그들의 지도자를 벽화에 장식하고 독자적인 상형문자와 상징들을 쓰는 등 티칼의 영향력에서 떨어져 나가기 시작했으며 티칼은 이러한 방종행위들을 제지할 힘이 없었다. 849년, 티칼의 왕 '쥬얼 카이이'가 인근 도시 세이발을 방문하였다는 기록이 있으나, 이는 티칼의 비문에서만 발견될 뿐, 다른 도시에는 그 어떠한 관련 기록들이 없는 것을 통해 한때 마야 지방의 맹주였던 티칼이 얼마나 쇠락하였는지에 대하여 단적으로 보여준다.
티칼의 안전이 위협받으면서 사람들이 점차 상대적으로 안전한 도심 지역으로 몰리자, 인근 숲은 황폐화되었고 역병, 침식, 식량부족으로 인한 영양실조와 같은 재앙들이 연이어 일어났다. 티칼은 830년과 950년 사이에 거의 대부분의 인구가 사라졌으며 중앙정부의 권위는 급격히 추락했다. 게다가 인근 도시들에서도 비슷한 일이 벌어지고 있었기에, 살기 위해서 티칼과 같은 대도시들로 유민들이 이주해오자 식량 부족과 환경 파괴는 더더욱 가속화되었다. 다만 유민들의 유입량은 인구의 급격한 감소를 메울 만큼 충분하지 못했기에, 티칼의 총인구는 지속적으로 줄어나갔다.
9세기 후반 경, 거의 무너져가는 왕권을 되살리려는 시도가 몇 번 있었다. 예를 들어 869년에 자소우 찬 카이이 2세가 중앙 광장에 비석들을 세우고 업적을 과시하려 하는 등 몇 차례 권위를 세우려 시도하였으나, 이미 망해가는 티칼을 되돌리기에는 역부족이었다. 이 때 세워진 비석들이 티칼에 세워진 마지막 구조물이었다. 당대 티칼은 이미 거의 사람이 살지 않는 수준의 폐허였으며, 왕들도 옛 영광만 추억하며 정글로 둘러싸인 왕궁 폐허 일부에서 간신히 칭호만 유지해나가는 수준이었다. 티칼의 위성 도시였던 우아삭툰, 짐발과 같은 도시들도 오래 버티지 못하고 멸망했다. 9세기 말에는 티칼의 거의 모든 인구가 사라졌다. 옛 왕궁에는 사람들이 마음대로 집을 지어 살기 시작했으며, 중앙 광장에는 짚으로 만든 조잡한 가옥들이 세워지는 등 한때 거대했던 제국의 면모는 이미 찾아 볼 수 없었다. 사람들은 신전들도 집으로 개조하여 사용했으며, 몇몇 문들을 막거나 입구를 새로 내어 용도를 바꾸었다. 고고학자들이 신전에서 발견한 가정용 토기들과 평민들이 쓰던 악기들도 이러한 연유로 그 곳에 있었던 것이다. 어떠한 신전들은 도굴당하거나 파괴되기도 했으며, 심지어는 분해되어 다른 곳으로 옮겨지기까지 했다. 옛 왕들과 신들에 대한 경의는 사라진 지 오래였고 북부 아크로폴리스에 봉인되어있던 왕들의 무덤은 옥이나 황금같은 부장품들을 노리는 도굴꾼들에 의해 도굴되었다. 이 때 찾기 쉬운 거대한 무덤들은 대부분 도굴되었고, 현재 고고학자들이 발굴한 것들은 정말 깊은 곳에 있어 도굴꾼들이 건드리지 못했거나 업적이 별로 없어 규모가 작은 무덤들이다. 950년 경, 티칼은 완전히 폐허 도시로 전락했고, 다만 몇몇 마을 주민들이 석조 폐허 속에서 나무로 가옥을 짓고 살아갔다. 10세기, 11세기가 지나자 이 주민들조차 도시를 떠났고, 이후 고고학자들이 다시 재발견하기 전까지 약 몇 천년간 티칼에는 아무도 살지 않았다.
티칼의 멸망은 인구과잉과 농업 실패로 인한 것일 가능성이 크다. 티칼은 수 천년 동안 마야 문명의 경제적, 문화적, 정치적 중심지였기에 티칼의 쇠락은 고전기 마야 문명에 심대한 타격을 가했다. 다만 현재 진행되고 있는 연구 조사 결과에 의하면 티칼이 단순히 인구과잉과 농업 실패 뿐만 아니라, 9세기에 티칼을 덮친 기록적인 가뭄 때문에 멸망했을 가능성도 있다고 한다.

### 근현대
1525년, 에르난도 코르테스가 티칼에서 몇 킬로미터 떨어진 지점을 통과했으나, 그의 기록에는 관련 내용이 들어있지 않다. 안드레스 데 아반다노 수사가 1696년에 밀림에서 길을 잃고 헤메던 중 발견한 거대한 석조 폐허들에 대한 언급이 남아있는데, 지리 정보를 종합하면 이 폐허가 바로 티칼일 가능성이 크다.
티칼은 워낙 거대한 크기와 너무나 화려했던 과거 탓에 원주민들에게 완전히 잊히지는 않았다. 원주민들은 티칼의 폐허를 성소로 여겼으며 1850년대에 과테말라의 탐험대를 티칼의 폐허로 이끌기도 했다. 17세기 경부터는 점차 티칼에 대한 언급이 유럽인들의 기록에 등장하기 시작한다. 19세기에 존 로이드 스티븐스와 프레드릭 캐서우드가 집필한 삽화책에서 티칼을 묘사하는 듯한 언급이 있으나, 이들은 티칼을 실제로 방문한 적은 없다. 티칼은 워낙 외진 정글 속에 묻혀 있었기에 1848년에 페텐 주의 주지사이자 관리였던 모데스토 멘데즈가 방문하기 전까지는 그 누구도 공식적으로 방문한 적이 없다. 화가인 유세비오 라라가 그들과 동행했고, 이때의 경험을 토대로 1853년에 독일에서 책을 출판했다. 이후 알프레드 P. 모슬레이를 포함한 저명한 고고학자들이 이 곳을 방문하여 기록을 남기거나 사진을 찍었고, 20세기 초가 되자 고고학자들은 이 곳의 나무들을 제거하고 본격적인 기록 작업에 들어갔다.
1956년에 티칼 지역을 지도로 작성하려는 '티칼 프로젝트'가 시작되었고, 1956년부터 1970년까지 펜실베이니아 대학의 감독 하에 주요한 신전들이 발굴되었다. 그들은 대부분의 건축물들을 지도에 남겼으며, 상당수의 구조물들의 복원에 성공했다. 에드윈 M. 슈크와 윌리엄 코가 감독한 작업에 의하여 북부 아크로폴리스와 중앙 광장이 1957년에서 1969년까지 발굴되었다. 티칼 프로젝트로 인하여 200여 개의 신전들이 지도에 남겨졌고 1979년에 과테말라 정부는 티칼의 추가적인 발굴조사사업을 실시하여 1984년에 끝냈다.
티칼은 조지 루카스가 스타워즈를 촬영할 적에 외계 행성 야빈 4의 배경으로 쓰이기도 했다. 티칼은 현재 과테말라의 주요 관광지들 중 하나이며, 티칼 국립공원에 둘러싸여 보호받고 있다. 티칼 부지에는 1964년에 박물관이 들어서 티칼에서 출토된 유물들을 전시하고 있다.

## 유적
현재 우리가 볼 수 있는 티칼의 모습은 펜실베이니아 대학교와 과테말라 정부의 협조 아래 복구 작업을 거친 모습이다. 티칼은 고전기 마야에서 가장 거대한 도시들 중 하나였으며, 콜럼버스가 도착하기 전 아메리카 대륙에서도 손꼽히는 강국이었다. 고대 티칼의 건물들은 석회암으로 지어졌으며 높이가 70m가 넘는 피라미드들, 거대한 왕궁들, 제단들, 그 외에 부속 궁전들과 상형문자들로 아름답게 꾸며진 사원들이 티칼 곳곳에 자리하고 있다. 심지어는 창문과 문에 나무 창살들이 걸려있는, 감옥의 용도로 사용되었던 것으로 보이는 건물도 있으며, 메소아메리카식 구기를 위해 지어진 공놀이 경기장도 7개나 있다. 이들 중 3개는 '일곱 개의 신전 광장'에 있다.
신전 건축에 주로 사용된 석회암들은 주변 채석장에서 캐온 것들이다. 채석장에서 돌을 캐내고 빈 자리에는 방수 처리를 한 다음 저수지로 사용했으며, 집중호우로 인한 홍수나 자연재해들을 막기 위하여 사용했다. 티칼의 중앙 광장들에는 스투코로 마감한 다음, 조그만 배수로들을 파 빗물들이 이 배수로들로 흘러들어가 결국에는 거대한 저수지로 모일 수 있도록 하여 도심에 물이 넘치지 않도록 조절했다.
티칼의 주거 구역은 대략 60 평방제곱킬로미터이며 대부분은 아직 제대로 발굴되지 않았거나 지도에 기록되지도 않은 채로 정글 속에 묻혀 있다. 이들 중 16 평방제곱킬로미터에 달하는 도심 구역만이 지도로 작성되었으며 발굴 작업들도 대부분 이 곳에 집중되었다. 주거 지역들을 포함한 티칼 교외 지역까지 모두 합하면 무려 그 넓이가 125 평방제곱킬로미터에 달하는데, 이는 방어용 벽, 화전, 운하와 같은 면적들까지 모두 포함한 것이다. 티칼을 조사하면 할수록 티칼의 구조가 원래 고고학계가 추정했던 것보다도 훨씬 더 복잡하고 방대하였다는 것이 드러나고 있다.

### 석조 보도
고전기 후기 마야에서는 석조로 만든 보도들이 도시의 각 권역들을 연결했다. 마야어로는 '삭베옵(Sacbeob)'이라고 부르며, 도심에서부터 뻗어나와 대략 수 킬로미터에 이른다. 이 보도들은 중앙 광장과 광장에서 서쪽으로 약 750m 떨어져 있는 4호 신전, 그리고 남동쪽으로 약 1킬로미터 떨어져 자리한 '비명(碑銘)의 신전'을 잇는다. 이 널찍한 석회암들을 깎아 만든 보도들은 티칼을 옛 시절에 찾은 탐험가들, 예를 들어 말러, 모슬레이, 토저 등의 인물들의 이름을 따서 이름붙여졌다. 이 돌로 만든 길들은 방수 처리도 되어 있었기에 우기 기간동안 도시 내의 원활한 통행에 큰 도움이 되었으며 저수지 벽의 용도도 동시에 했다.
말러 보도는 1호 신전에서 H 그룹을 북쪽으로 잇는 보도이다. 거대한 부조들이 석회 기반암들 위에 새겨져 있으며, 두 명의 포로로 잡혀온 사람들을 묘사하고 있다. 대략 고전기 후기에 지어진 것으로 추정된다. 모슬레이 보도는 0.8킬로미터의 길이로, 4호 신전에서 동쪽 광장을 잇는다. 멘데즈 보도는 1.3킬로미터의 길이로 동쪽 광장에서 6호 신전을 잇는다. 토저 보도는 대광장에서 4호 신전을 잇는 석조 보도이다.

### 건물군
- 대광장 - 티칼 유적지의 정중앙에 자리하며, 동쪽과 서쪽에 거대한 피라미드들이 세워져 있다. 북쪽에는 북부 아크로폴리스가 있으며, 남쪽에는 중앙 아크로폴리스가 있다.
- 중앙 아크로폴리스 - 대광장 바로 남쪽에 있는 거대한 궁전 건축물 유적이다.
- 북부 아크로폴리스 - 대광장 바로 위에 있으며 마야 유적지들 전체에서 가장 많은 연구가 이루어진 유적으로, 티칼 프로젝트를 통하여 이 구역의 구조와 역사에 대하여 심도깊은 조사가 행해졌다. 아크로폴리스의 기본 토대는 선고전기에 지어진 것으로 추정되며 대략 기원전 350년 경에 지어진 것으로 보인다. 고전기 시대에 그 용도가 궁전에서 죽은 왕들을 묻는 무덤으로 바뀌었으며, 왕들이 죽을때마다 새로운 건물들이 옛 건물 위에 덧씌워지는 형식으로 지어졌다. 400년에 북부 플랫폼에 높이가 80m에서 100m에 달하는 높은 피라미드들이 새로 추가되었다. 8개의 신전들은 6세기에 지어졌으며, 이 신전들 모두가 정교하게 장식된 지붕 구조물들과 신의 얼굴이 새겨진 계단들로 화려하게 꾸며져 있다. 티칼의 전성기였던 9세기 경에는 43개의 석비와 30개의 제단이 세워졌으며, 북부 아크로폴리스에 소재한 18개의 사원들에는 상형문자와 왕들의 초상화가 아름답게 그려졌다. 북부 아크로폴리스는 티칼이 쇠퇴한 후고전기 시대에도 여전히 무덤으로 기능했다.
- 남부 아크로폴리스 - 5호 신전 바로 옆에 있으며, 20,000 평방 미터가 넘는 거대한 기반암 위에 세워진 구조물이다.
- 일곱 신전들의 광장 - 남부 아크로폴리스 서쪽에 자리한다. 동쪽에는 신전들이 세워져 있으며, 남쪽과 서쪽에는 궁전들이 자리하고 북쪽에는 삼중 구기장이 있다.
- 잊혀진 세계(Mundo Perdido) - 일곱 신전들의 광장 서쪽에 있다. 선고전기 이래 티칼에 세워진 제례용 건물들 가운데 가장 오래된 것들이 이 곳에 있으며, 3개의 신전들과 하나의 거대한 피라미드와 E자 형으로 연결되어 있어 'E-그룹'이라고 불리는 구조로 지어졌다. 잊혀진 세계는 여러번 재건축되었다. 기원후 250년 경에는 멕시코 계곡의 테오티우아칸의 영향을 꽤나 받았으며, 고전기 초기에는 북부 아크로폴리스와 함께 티칼의 주요 도심들 중 하나로 떠올랐다. 250년부터 378년까지는 왕실 무덤으로 사용되었다. '잊혀진 세계'라는 독특한 이름은 펜실베이니아 대학의 고고학자들이 이 광장의 아름다운 경치에 감탄하여 붙인 것으로, 잊혀진 세계 피라미드와 서쪽에 있는 플랫폼이 있다.
- G 그룹 - 멘데즈 보도 바로 아래에 있으며, 고전기 후기에 지어졌다. 궁전 유적이 주를 이루며, 티칼에서 가장 거대한 건물군들 가운데 하나이다. 2층으로 구성되어 있는데 대부분의 방들은 1층에 있다. 1층에는 29개의 방들이 있으며 2층에 있는 2개의 방들은 폐허로만 남아있다. 건물로 들어가는 입구들 가운데 하나는 신의 얼굴을 묘사한 마스크로 장식되어 있어 매우 인상적인 느낌을 준다.
- H 그룹 - 대광장 북부에 있는 거대한 광장이다. 고전기 후기에 지어진 신전들이 그 주변에 있다.
- 2중 피라미드 - 티칼에는 총 9개의 2중 피라미드가 있으며, 이들중 몇몇은 시간에 견디지 못하고 완전히 돌무더기가 되었으며, 몇몇은 부분적으로 파손되었다. 그 크기는 모두 다르지만, 모두 동쪽과 서쪽을 잇는 축 위에 서로 마주보는 피라미드 2개가 있다는 점에는 공통적이다. 이 피라미드들은 위가 평평하며, 4면에 모두 계단들이 있다.
- Q 그룹 - 2중 피라미드 구조로, 티칼에서 가장 거대한 규모를 자랑한다. 771년에 17번째 카툰(마야 달력의 주기)의 끝을 기리기 위하여 약스 누운 아이인 2세의 명에 의해 지어졌다. 대부분의 신전들은 복구되었고, 현재는 관광객들을 위하여 일부는 복원도 해놓았다.
- R 그룹 - 또다른 2중 피라미드로, 790년에 지어졌다. 말러 보도 근처에 있다.

## 건축물
티칼에는 수천개에 달하는 유적들이 남아있으며, 수십년에 걸친 발굴 작업에도 불구하고 이들중 발굴되어 공개된 것은 소수에 불과하다. 티칼에서 가장 주요한 건축물들은 6개의 거대한 피라미드들이다. 각각 1호에서 6호까지 번호가 붙어있으며, 그 크기도 매우 거대하여 어떤 것은 높이가 60m가 넘기도 한다. 발굴 조사 초기에 번호가 붙여 나뉘었으며 건설 기간은 피라미드 한 기를 짓는데 대략 2년 정도가 소요되었을 것으로 추정된다.

### 신전

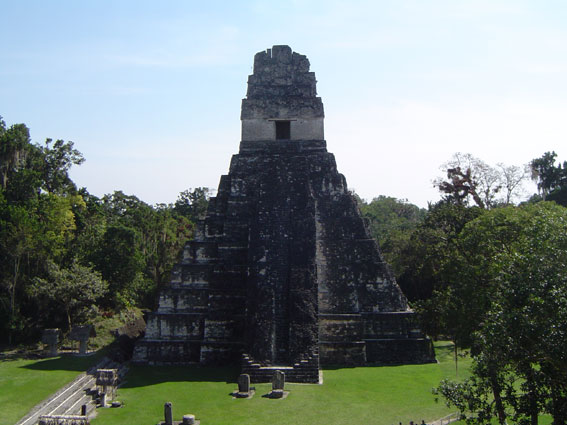
1호 신전
1호 신전은 종종 '재규어의 신전'이라고도 불린다. 자소우 찬 카이이 1세에게 바쳐진 무덤 겸 사원으로, 734년에 왕의 시신이 이 곳에 안장되었으며 신전은 740-50년 경에 완공된 것으로 추정된다. 이 신전은 대략 47m의 높이를 자랑하며, 꼭대기에 있는 거대한 지붕 장식에는 원래 왕좌에 앉아있는 거대한 왕의 석상이 조각되어 있었다. 허나 시간이 흐르며 파괴되어 현재는 이 석상을 알아보기 힘들다. 1962년에 펜실베이니아 대학교의 어브레이 트릭 교수에 의해 발굴되었으며, 이 때 이 곳에 묻힌 왕의 무덤도 함께 발견되었다. 고전기 후기에 봉인된 이 무덤에서 발굴된 유물들에는 수많은 사람 뼈와 동물 뼈들, 주색으로 칠해진 신들과 인간들을 묘사하고 있는 아름다운 벽화들, 옥과 조개 껍데기로 만들어진 부장품들, 음식과 음료수와 같은 공물들로 가득찬 도자기 항아리들이 있다. 피라미드 꼭대기에 있는 신전에는 3개의 방이 있다. 모두 일렬로 쭉 늘어서 있는 구조로 배치되어 있으며 문가에는 목재로 만든 상인방들이 문 위의 하중을 지탱하고 있다. 가장 바깥쪽의 목재 상인방은 아무 장식이 되어 있지 않으나, 안쪽 2개의 상인방은 정교한 장식이 새겨져 있다. 그 외에도 천장 지지대용 목재들도 이 신전 안에 보존되어 있는데, 이들 중 몇몇은 유럽의 박물관으로 방출되었으며 몇몇은 사라졌다.

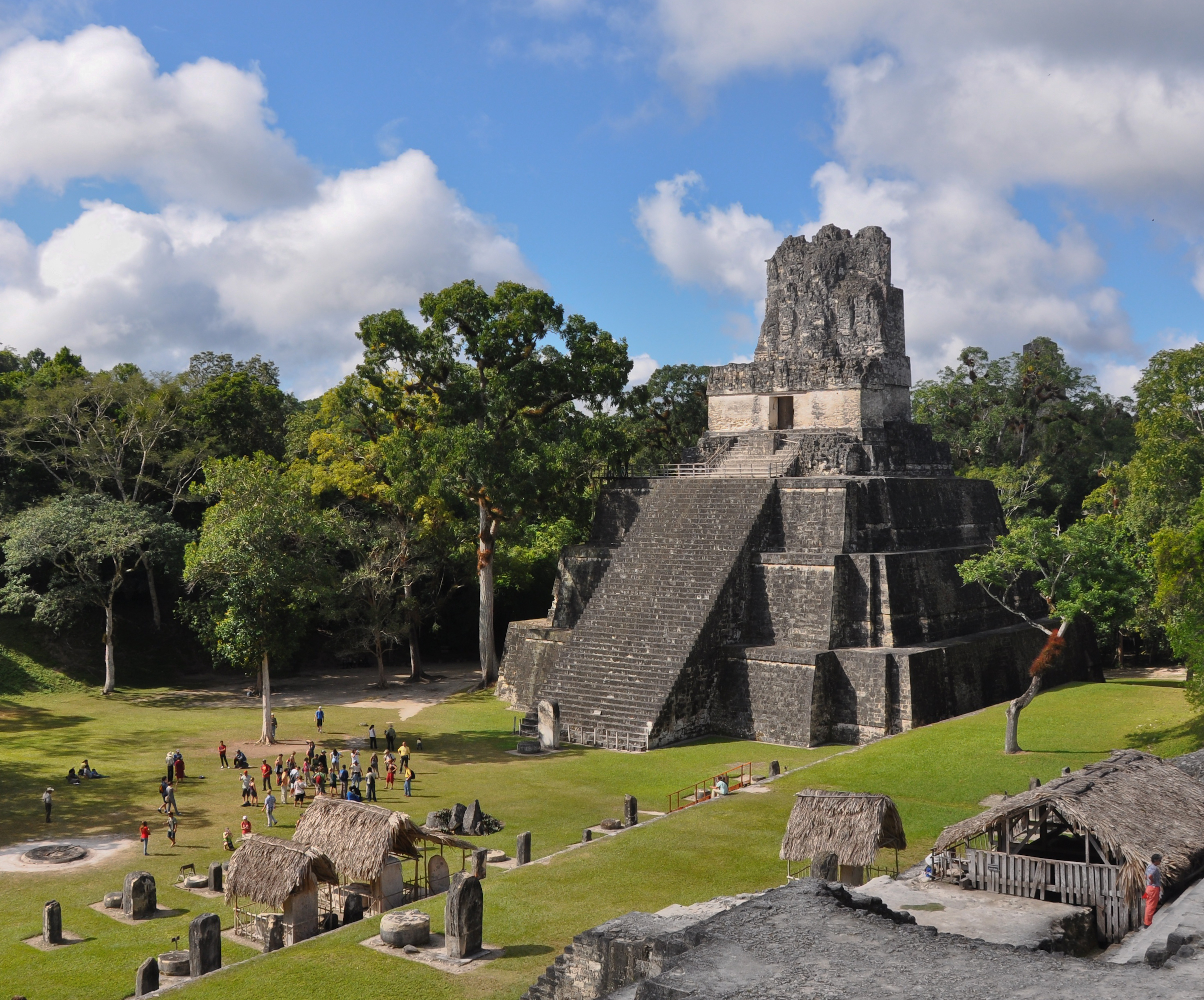
2호 신전

2호 신전2호 신전은 '가면의 신전'이라 불리기도 한다. 대략 700년 경에 건설되었으며 높이는 38m이다. 티칼의 여타 신전들과 마찬가지로 2호 신전 꼭대기의 사원에도 3개의 방들이 있으며, 1호 신전과 비슷하게 문가에 목재로 만든 상인방들이 있다. 다만 이 상인방에는 오직 2번째 상인방에만 조각이 되어 있다. 자소우 찬 카이이 1세의 아내에게 봉헌된 것으로 추정되나 무덤은 발굴되지 않았다. 왕비의 초상화가 꼭대기에 자리한 사원 상인방에 조각되어 있으며 현재 이 상인방에 붙어있던 목재 장식들 일부는 뉴욕의 미국 자연사 박물관에 보관되어 있다.
3호 신전
3호 신전은 '재규어 신관의 신전'이라고 불린다. 티칼에 지어진 거대한 피라미드들 중 가장 마지막에 지어진 것으로, 높이는 약 55m이고 정교하게 장식된 목재 상인방이 있었으나 현재는 파손되어 알아볼 수 없다. 고고학자들의 추정으로는 티칼의 왕이었던 '검은 태양'이 810년 경에 자신의 제례 행사를 기념하며 의식용 춤을 추고 있던 모습을 그리고 있었던 것으로 보인다. 이 신전 내부에는 2개의 방이 있다.

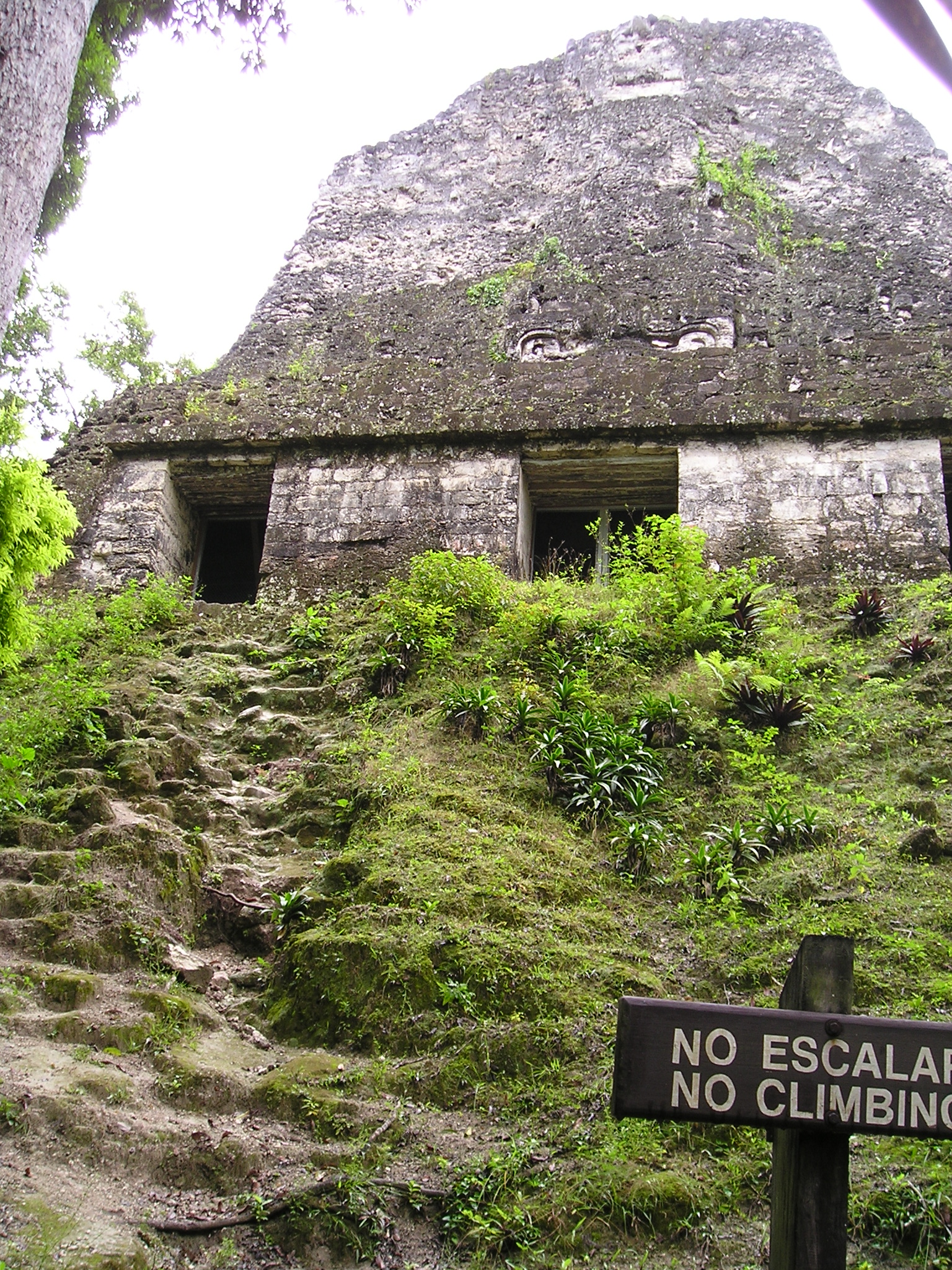
4호 신전
4호 신전은 티칼 전체에서 가장 높은 신전이다. 바닥 부분에서 지붕 장식물 꼭대기까지의 높이가 무려 70m에 달하며, 이킨 찬 카이이 왕의 통치를 기념하기 위해 세워졌다. 신전 내부로 들어가는 입구 위에 붙어있는 2개의 목재 상인방에는 날짜를 새겨넣은 기록들이 남아있다. 4호 신전은 8세기 경 마야 문명 전역에서 가장 높은 신전이었으며 현재까지도 콜럼버스가 도착하기 전 아메리카 대륙의 원주민들이 세운 건축물들 중 가장 높은 건축물이다. 다만 멕시코의 테오티우아칸에 있는 태양의 신전과, 엘 미라도르에 있던 신전들이 파손되기 전에는 이 4호 신전보다 더 높았을 가능성이 있다.
5호 신전
5호 신전은 중앙 아크로폴리스 남쪽에 있으며, 현재까지 존재가 제대로 밝혀지지 않은 신원 미상의 군주를 기리기 위해 세운 사원이다. 높이는 약 57m이며, 티칼에서 4호 신전 다음으로 높은 건물이다. 대략 700년 경 고전기 후기에 지어졌으며, 탄소연대법과 신전에서 발견된 도자기 조각들의 연대를 통해 역추적해본 결과 7세기 후반 '누운 우졸 차악' 왕 시기에 세워진 것으로 여겨진다.
6호 신전
6호 신전은 '비문의 신전'이라고도 불린다. 766년에 세워졌으며 12m에 달하는 높은 지붕 장식물로 유명하다. 지붕 장식물에는 마야 상형문자들이 앞뒤로 빽빽하게 새겨져 있으며 서쪽으로 광장을 마주보고 있다. 신전의 정면부는 아직 복원되지 않았다.
33번 신전

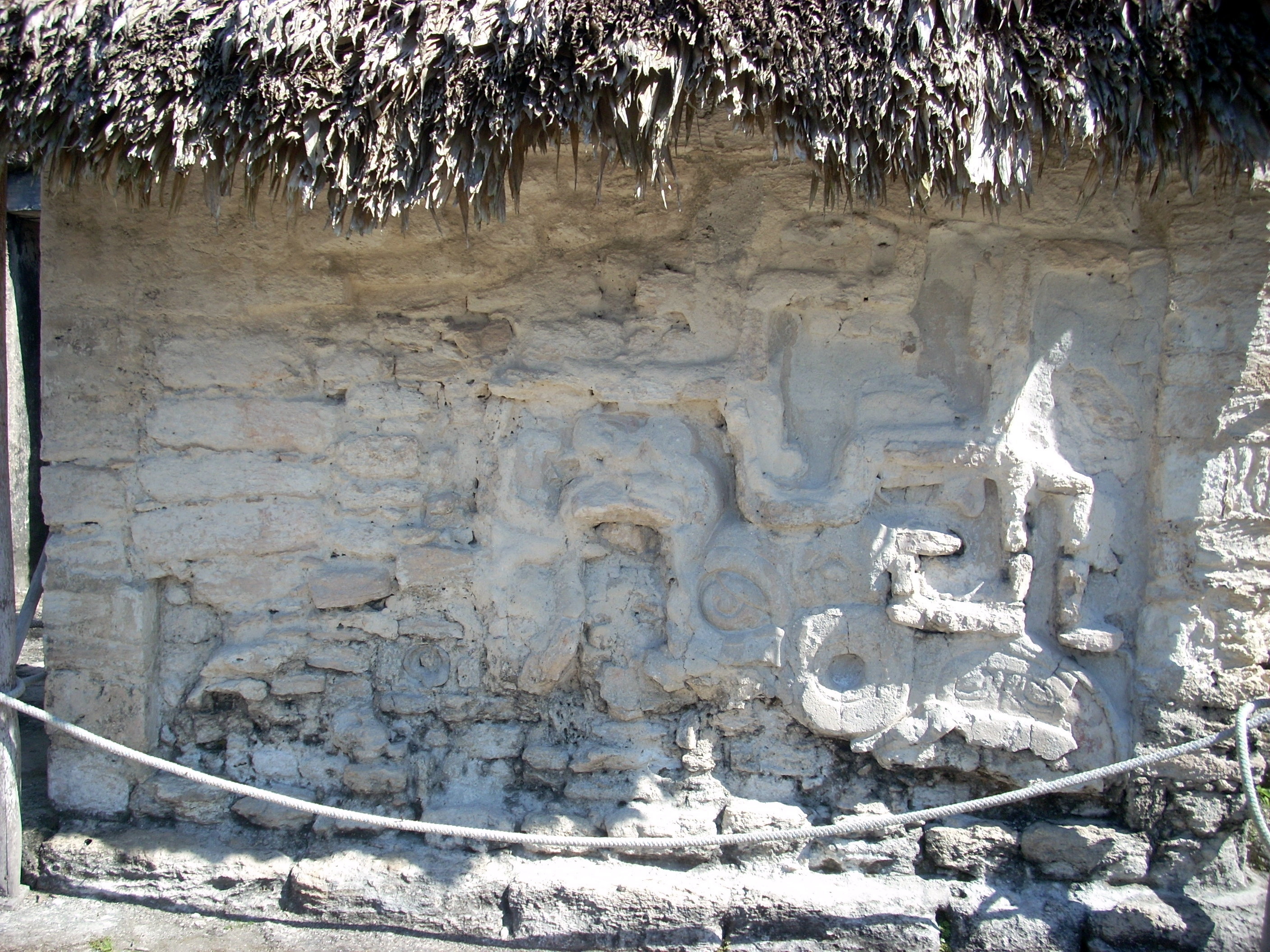
티칼 33번 신전 부조

33번 신전은 북부 아크로폴리스에 있는 시야즈 찬 카이이 1세의 무덤 위에 세워진 피라미드 신전이다. 고전기 초에 넓은 기반과 함께 거대한 스투코 가면들을 계단 양옆에 세워 장식한 건축물로 처음 지어졌는데, 고전기 초기 후반 들어 그보다 훨씬 거대한 가면들과 장식들로 꾸며진 건축물로 확장되었다. 티칼 공백기 기간 동안 3번째로 확장 작업이 진행되었고 계단이 새롭게 지어진 이후 신원 미상의 군주가 그 아래에 묻혔다. 이후 또다른 군주가 이 곳을 자신의 무덤으로 재사용하기 위하여 그 위에 또다른 건물을 덮어씌운 뒤 자신의 무덤으로 사용했고, 자갈로 묻어 봉인했다. 신전이 완전히 완성되었을 때에는 그 높이가 33m에 달했다. 현재 고고학자들이 초기 신전의 모습을 알아내기 위해 대대적인 발굴작업을 진행했기에 마지막 버전의 신전은 현재 찾아볼 수 없다.
34번 건물
34번 건물은 북부 아크로폴리스에 있는 건물로, 시야즈 찬 카이이 2세가 그의 아버지인 약스 누운 아이인 1세의 무덤 위에 지은 건물이다. 피라미드 꼭대기에는 3개의 방이 있는 사원이 있으며, 여타 건물들과 비슷하게 방들이 일렬로 쭉 늘어서 있는 구조를 취하고 있다.
5D-43번 건물
5D-43번 건물은 동쪽 광장에 위치한 구조물로 티칼에서 찾아보기 어려운 방사형 구조이다. 부지에 원래 존재하던 쌍 피라미드 위에 건설된 건물로 동쪽 광장 구기장 끝에 자리하며 4개의 출입문과 3개의 계단이 있다. 남쪽 면은 중앙 아크로폴리스와 너무 가깝게 붙어있어 경사가 급하여 계단을 만들지 못하였다. 5D-43번 건물은 테오티우아칸의 양식을 많이 담습한 것으로 잘 알려져 있다. 이 건물과 인접한 구기장은 누운 우졸 차악과 그의 아들이었던 자소우 찬 카이이 1세의 통치기에 지어진 것으로 추정된다.
잃어버린 세계 피라미드
잃어버린 세계 피라미드는 잃어버린 세계(Mundo Perdido) 건축군에서 가장 거대한 구조물이다. 티칼 중심부의 남서쪽에 위치하며 3호 신전의 남쪽, 5호 신전의 서쪽에 자리하고 있다. 태양신의 얼굴을 담은 스투코 가면들로 장식되어 있으며 대략 선고전기 후기에 지어진 것으로 추정된다. 이 선고전기에 지어진 건축물은 이후 고전기 들어 활발히 이루어진 도시 재건축 사업에서 벗어나 원형의 모습을 그대로 유지할 수 있었으며, 특히 선고전기 후기에 마야 전체에서 가장 거대한 신전이었다는 이유로 사람들에게 중요시되기도 하였다. 대략 4세기 경 착 톡 이카악 1세의 재위기에 현재의 모습으로 완공되었다. 이 당시 잃어버린 세계 피라미드는 높이가 30m가 넘었고 사면에 모두 계단이 있어 꼭대기로 올라갈 수 있었다. 꼭대기에는 현재 그 어떠한 석조 잔해도 발견되지 않은 것으로 보아, 아무것도 없었거나 아니면 나무와 같은 썩기 쉬운 재료로 만든 사원이 있었을 것으로 추정하고 있다. 나중에 잃어버린 세계 건물군이 재건축을 거치고 모양이 많이 변형되었음에도 불구하고 상대적으로 동쪽에 떨어져 있었던 잃어버린 세계 피라미드는 천문대로 쓰이며 그 원 모습을 그대로 보존할 수 있었던 것이다.

### 무덤
1번 무덤
1번 무덤은 잃어버린 세계 건물군에 있는 무덤이다. 이 무덤에서 아름다운 도자기 유물들이 출토되었고, 새의 머리와 목이 도자기에 그려진 몸체에서 입체적으로 뻗어나오고 있는 모습을 한 도자기가 특히 눈여겨볼 만한 유물이다.
10번 무덤

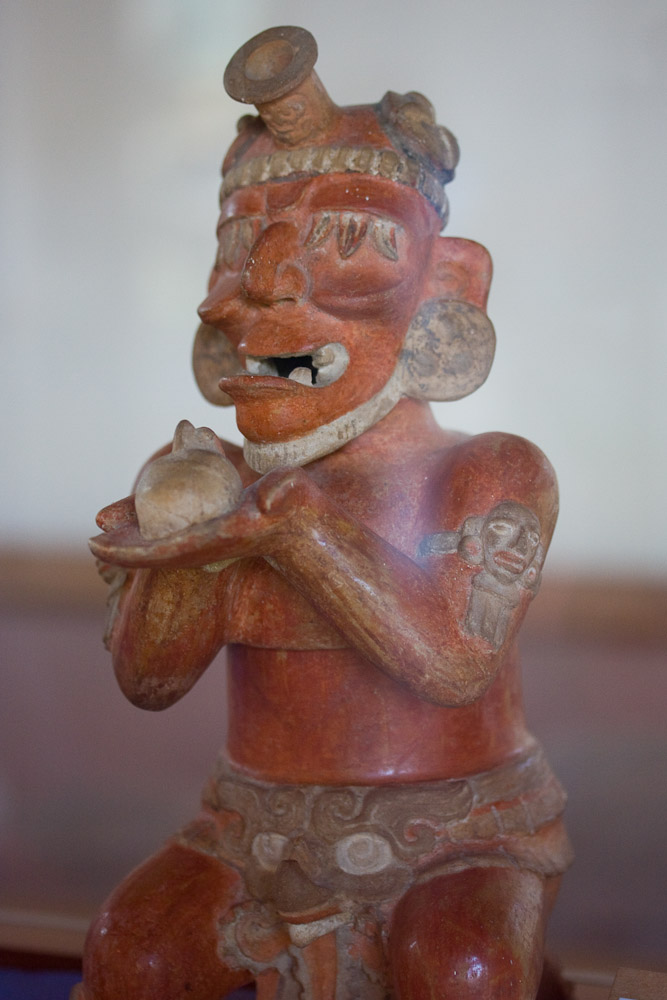
죽음의 신을 묘사한 도자기

10번 무덤은 티칼의 왕 약스 누운 아이인의 무덤이다. 북부 아크로폴리스에 위치하며 속에 다양한 부장품들이 함께 발굴되었다. 이들 중에는 도자기와 음식들도 있었고, 특히 죽은 왕을 위하여 9명의 소년소녀들이 함께 산채로 바쳐졌다. 이때 강아지도 함께 묻혔다. 무덤 내부에서 발견된 도자기에는 티칼 양식과 테오티우아칸의 양식이 혼재되어 있으며, 이 곳에서 발견된 주요 부장품들 가운데 하나는 죽음의 신의 모습을 하고 있는 향로이다. 이 향로에는 사람의 뼈로 만들어진 받침대에 앉은채 잘린 사람 머리를 손에 들고 있는 죽음의 신이 생생하게 묘사되어 있다. 이 무덤은 자갈을 채워넣은 채로 봉인되었으며, 이후에 그 위에 피라미드가 세워져 도굴꾼들의 출입을 방지하는 방식으로 신중을 기했다.
48번 무덤
48번 무덤은 일반적으로 시야즈 찬 카이이 1세의 무덤으로 여겨진다. 북부 아크로폴리스 33번 신전 아래에 자리하며, 이 무덤은 기반암 속으로 파여있으며 왕의 유해와 함께 바쳐진 2명의 소년들의 유해가 있다. 무덤의 벽에는 백색 스투코가 칠해져 있으며 그 위에 화려한 상형문자들이 그림그려져 있다. 이 상형문자에는 457년 3월 20일까지를 나타내는 달력이 있는데, 아마도 이 왕이 죽은 날로 생각된다. 왕의 두개골과 뼈 대부분은 사라졌으나, 왕의 대퇴골과 손뼈 1개는 회수할 수 있었다. 다만 왕과 함께 묻힌 2명의 소년들의 유해는 완전한 모습으로 발견된 것으로 보아, 아마도 도굴꾼들의 행적이 이 곳에 닿았던 것으로 여겨진다.
85번 무덤
선고전기 후기에 만들어졌으며 기초적인 모습의 자갈을 채워넣어 봉인되었다. 성인 남성 1명의 유구가 안치되어 있는데, 이 유구에는 두개골과 대퇴골이 없다. 티칼 왕조의 창건자이자 중앙 아크로폴리스 깊은 곳에 묻힌 '약스 엡 쑤크' 왕이 이 무덤의 주인이라고 여겨진다. 이 무덤의 주인은 전투 도중 적에게 온몸을 찢겨 사망했으며, 다시 회수되기 전에 온 몸이 분리되는 등 극히 잔인한 짓을 당했던 것으로 보인다. 회수된 시신은 조심스럽게 직물에 싸여 본 위치대로 재조립되었으며, 아예 사라져 버린 머리 부분에는 녹색 돌로 만들고 조개 껍데기로 만든 이빨과 수염을 단 가면을 대신 씌웠다. 이 가면 이마에는 당시 왕실의 상징이 새겨져 있으며, 마야 문명의 왕의 모습을 있는 그대로 묘사한 몇 안되는 유물이라는 점에서 역사적 가치가 매우 높다. 이 무덤의 부장품에는 가오리 척추, 스폰딜루스 조개껍데기와 26개의 도자기 등이 있었다.
116번 무덤
자소우 찬 카이이 2세의 무덤으로 대광장의 피라미드 깊은 곳에 있는 거대한 크기의 무덤이다. 풍부한 옥, 도자기, 조개 껍데기, 그 외 예술품들과 같이 다양한 부장품들이 쏟아져 나왔으며 발견될 당시 왕의 시신은 옥으로 만든 목걸이와 구슬들로 덮여 있었다. 이 구슬들에는 생전 왕의 모습이 그대로 새겨져 있었다. 이 곳에서 출토된 또다른 예술품들 중 하나에는 옥 모자이크를 붙인 아름다운 도자기 유물들이 있었다.
196번 무덤
고전기 후기에 지어진 무덤으로, 옥수수 신의 머리 모양으로 장식되고 옥 모자이크로 꾸며진 항아리가 이 곳에서 출토되었다.

## 갤러리

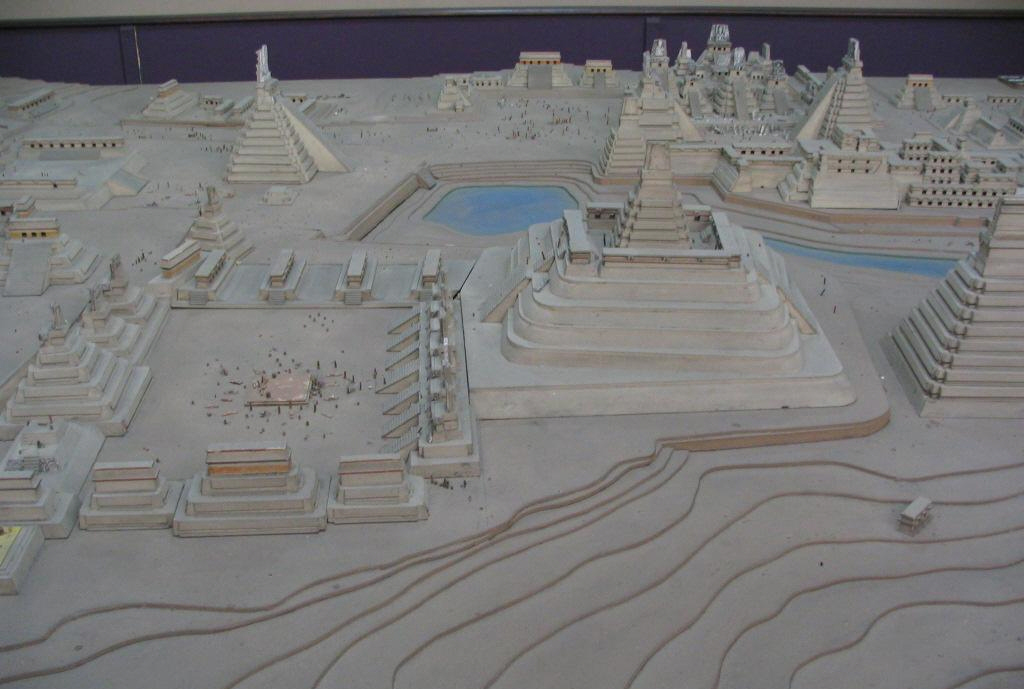
티칼 복원 모형
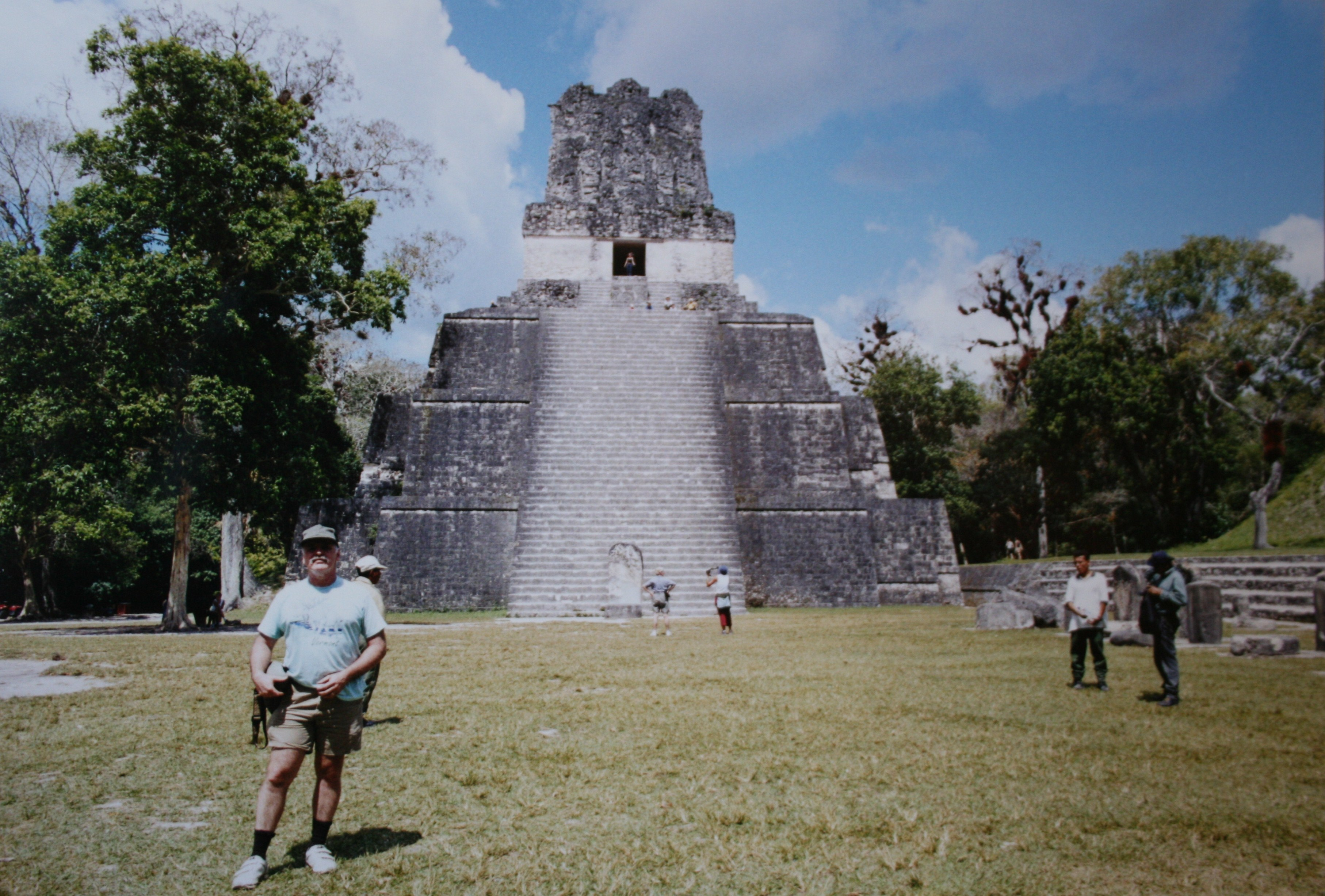
2호 신전
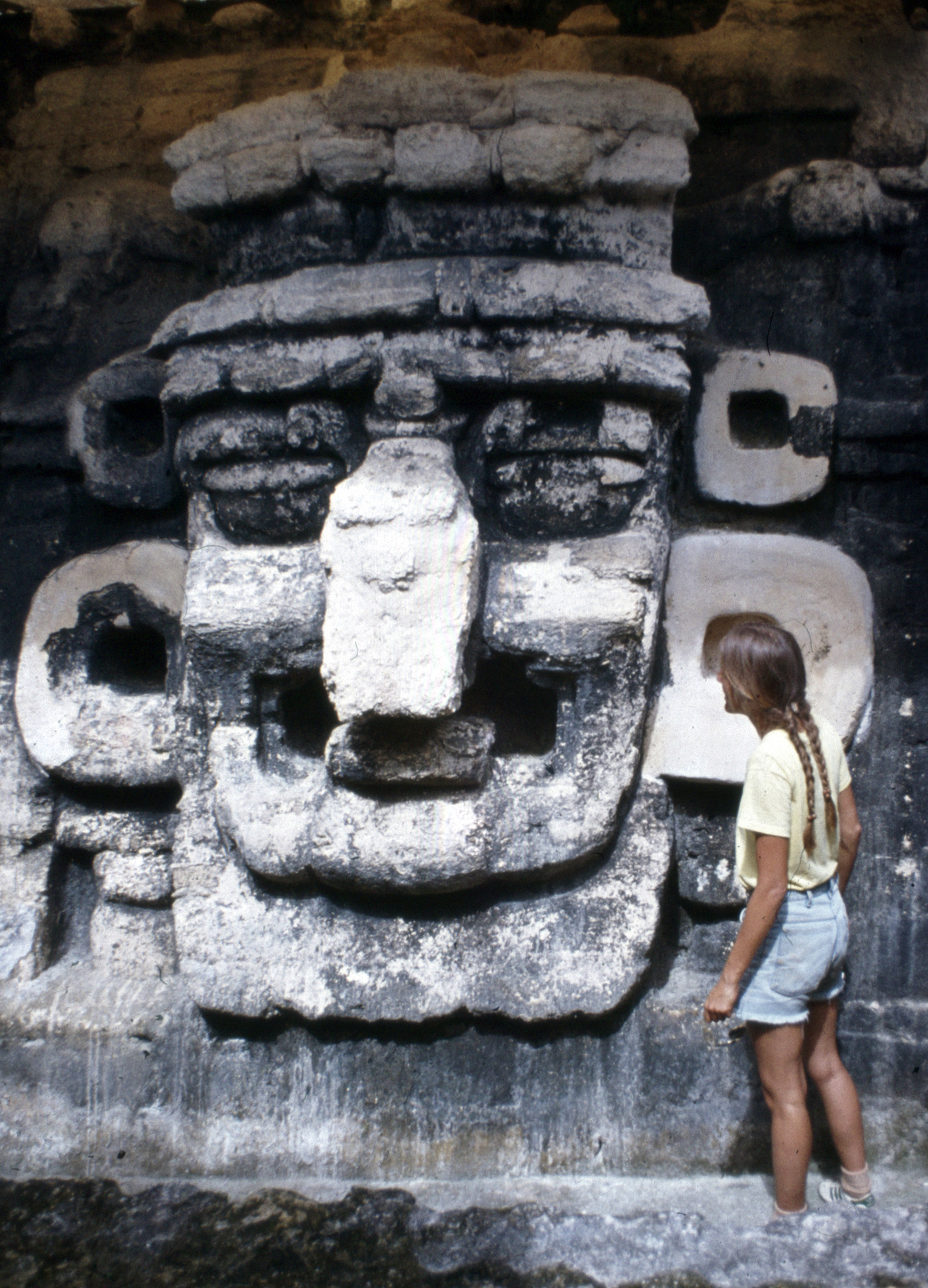
신의 얼굴을 담은 가면
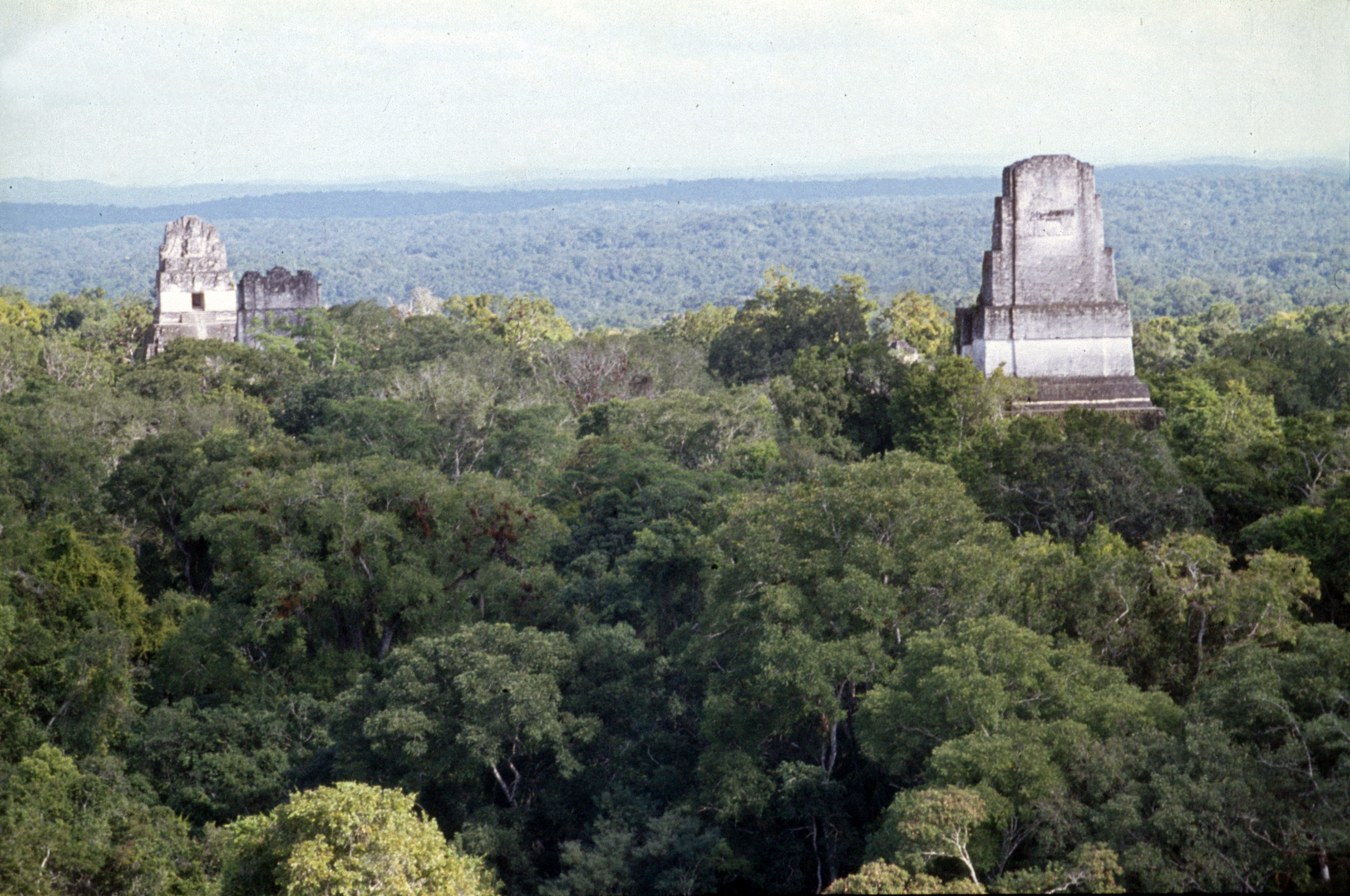
정글 위에서 본 모습
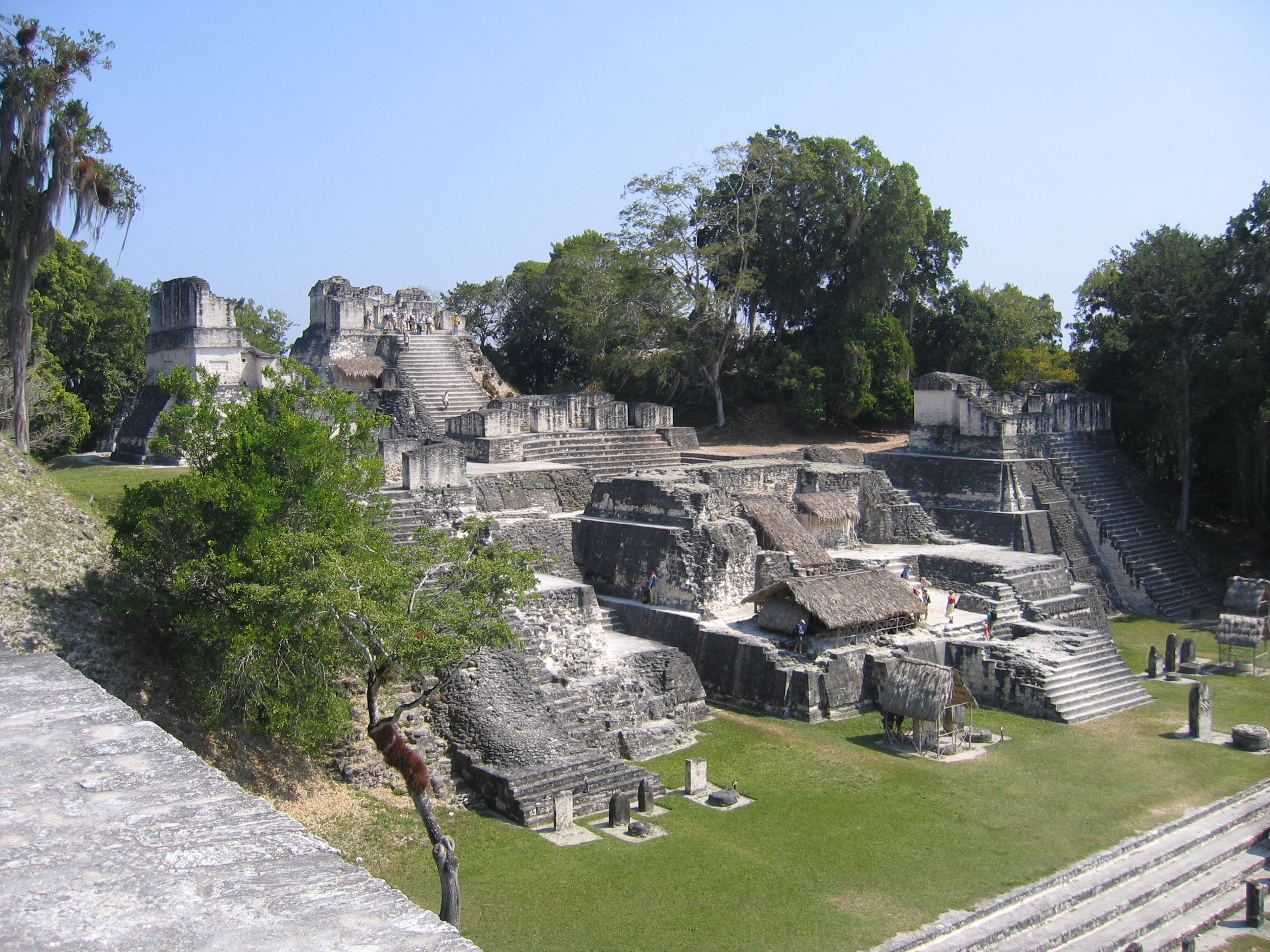
아크로폴리스
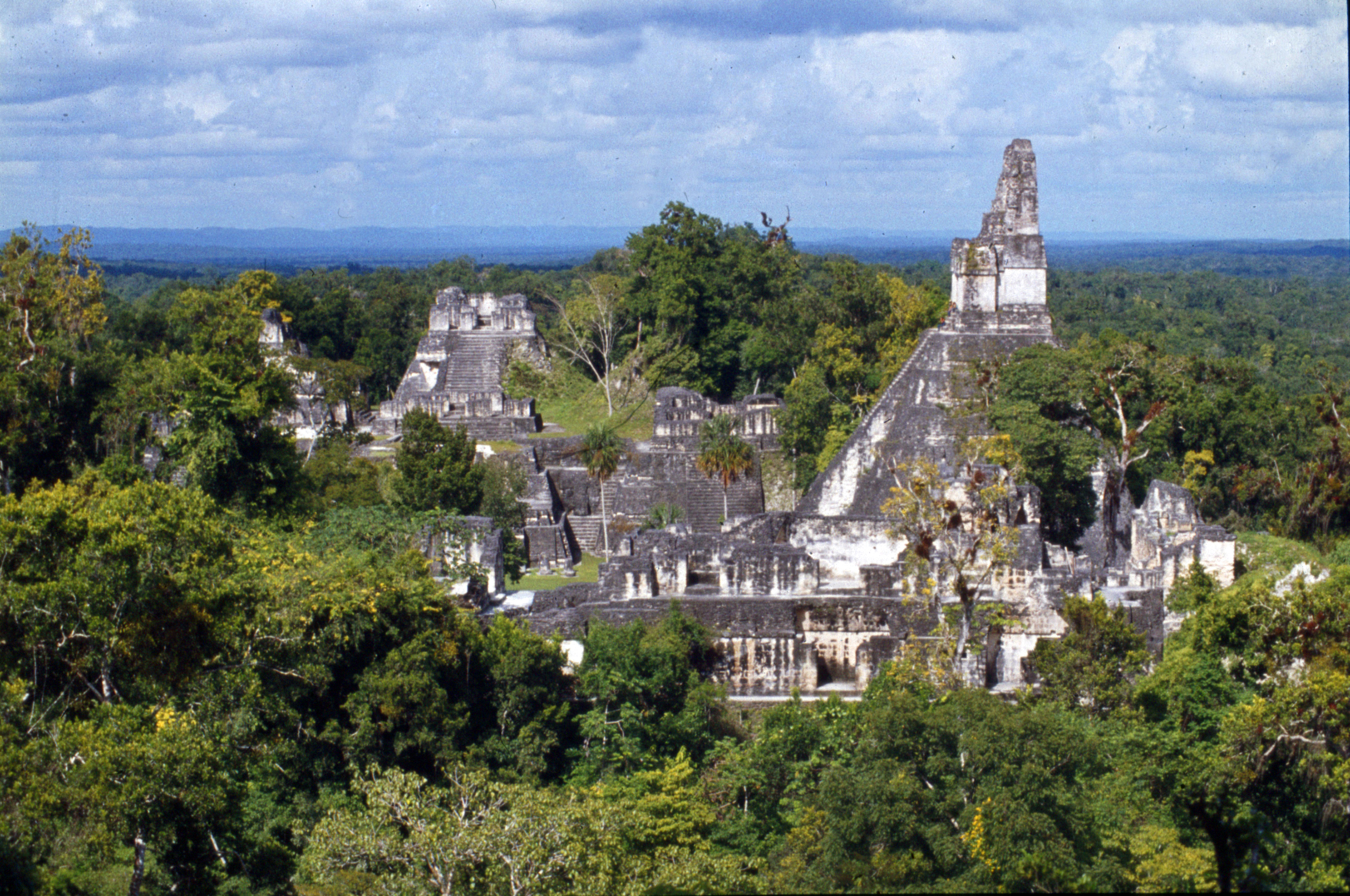
유적지 전경
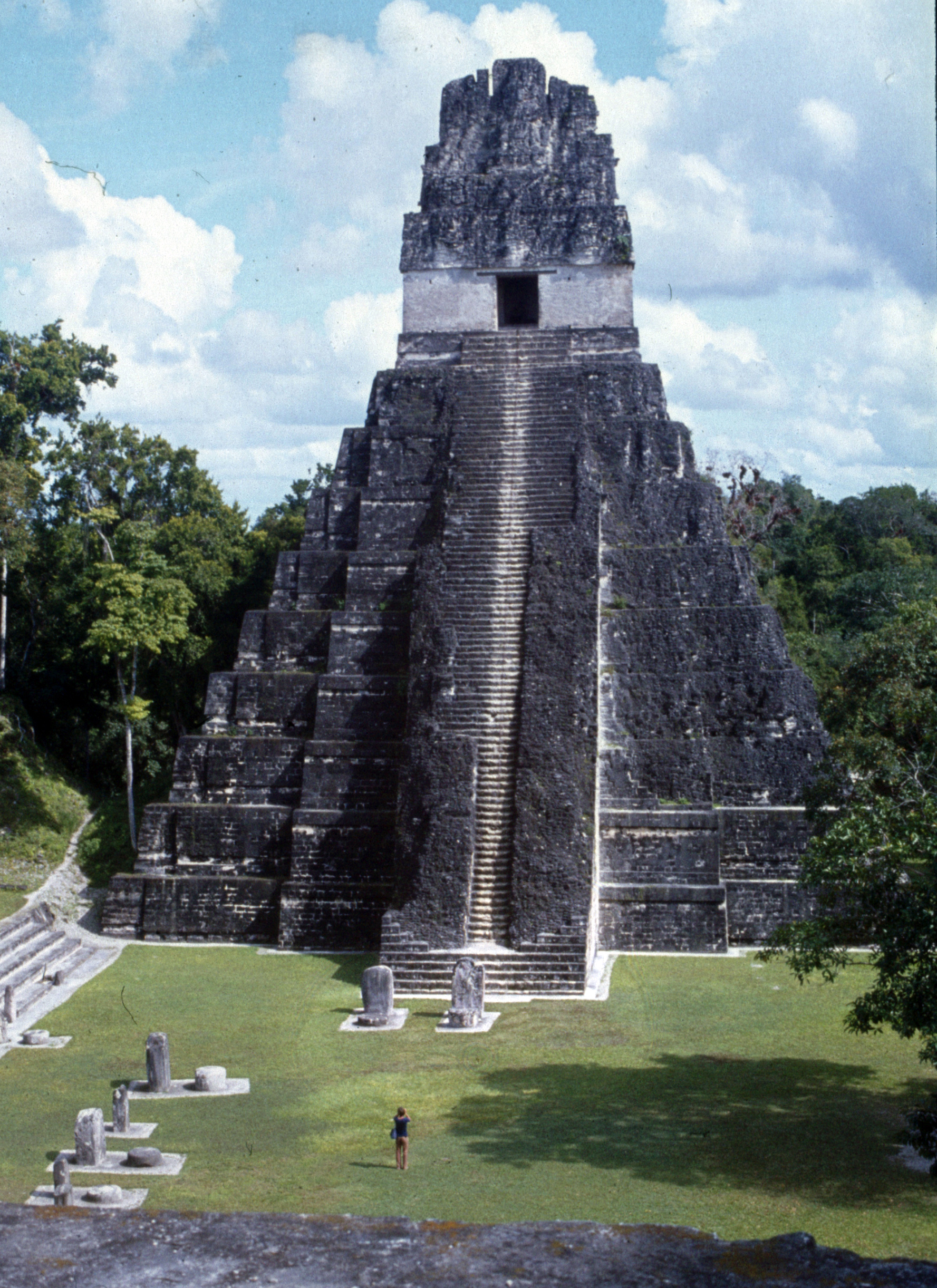
재규어의 신전
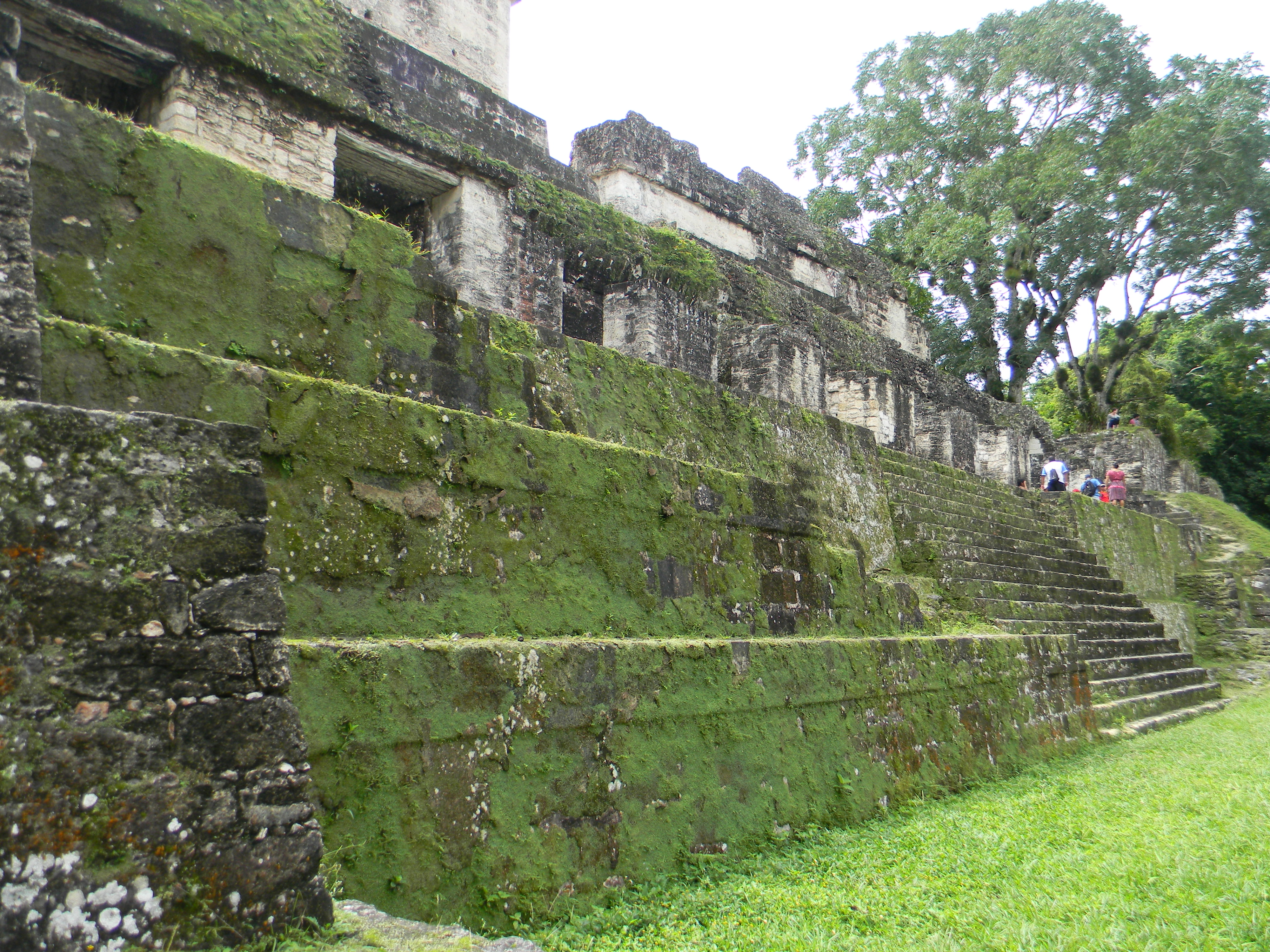
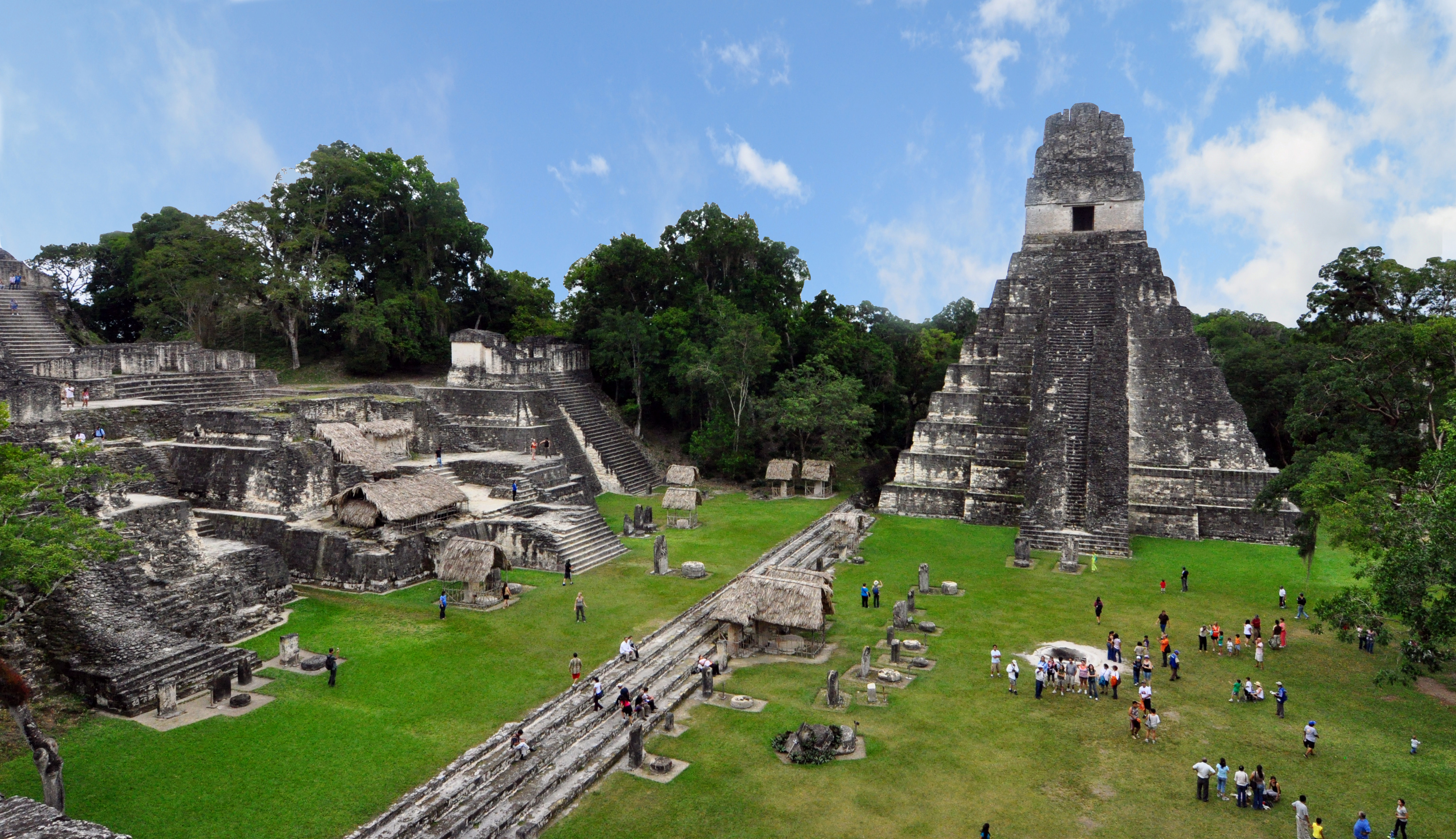